# 聯合航空

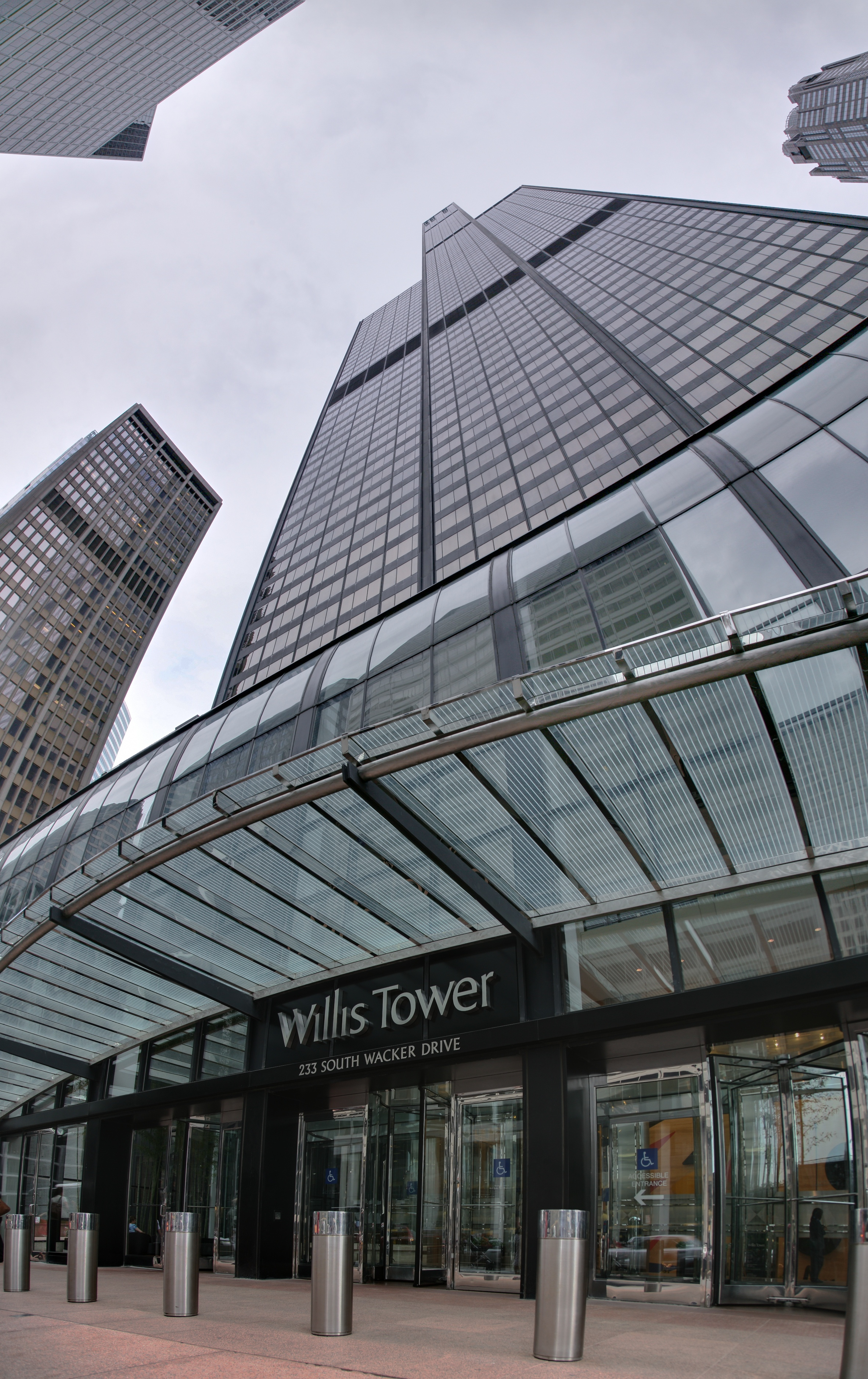
位於芝加哥的聯合航空總部-威利斯大廈

聯合航空（英語：United Airlines）是美國一家大型航空公司，簡稱聯合、聯航，在中国大陆則被簡稱为美联航，以便與中国联合航空作区别。總部位於美國伊利諾州芝加哥威利斯大廈，鄰近其主要樞紐機場芝加哥奧黑爾國際機場。按照機隊規模和航線總數計算，聯合航空為世界第三大航空公司，機隊規模僅次於美國航空及達美航空；若以總乘客飛行里程計算，亦是世界第三大航空公司，居於美國航空及達美航空之後。聯合航空亦是星空聯盟的創始成員之一。
聯合航空曾於2002年12月9日向美國政府申請美國破產法第十一章破產保護，並於2006年2月1日脫離破產保護，這是歷史上最大以及歷時最長的航空公司破產保護案件。2010年4月16日，聯合航空與美國大陸航空討論合併一事，並於2013年3月31日合併成同一航空公司。同時，聯合航空「紅地毯貴賓室」（Red Carpet Club）與大陸航空貴賓室「Presidents Club」合併成為聯合航空貴賓室「United Club」。2012年初，大陸航空的飛行常客獎勵計劃「翼通天下」（OnePass）併入聯合航空「前程萬里」（MileagePlus）計劃。

## 歷史

### 早期

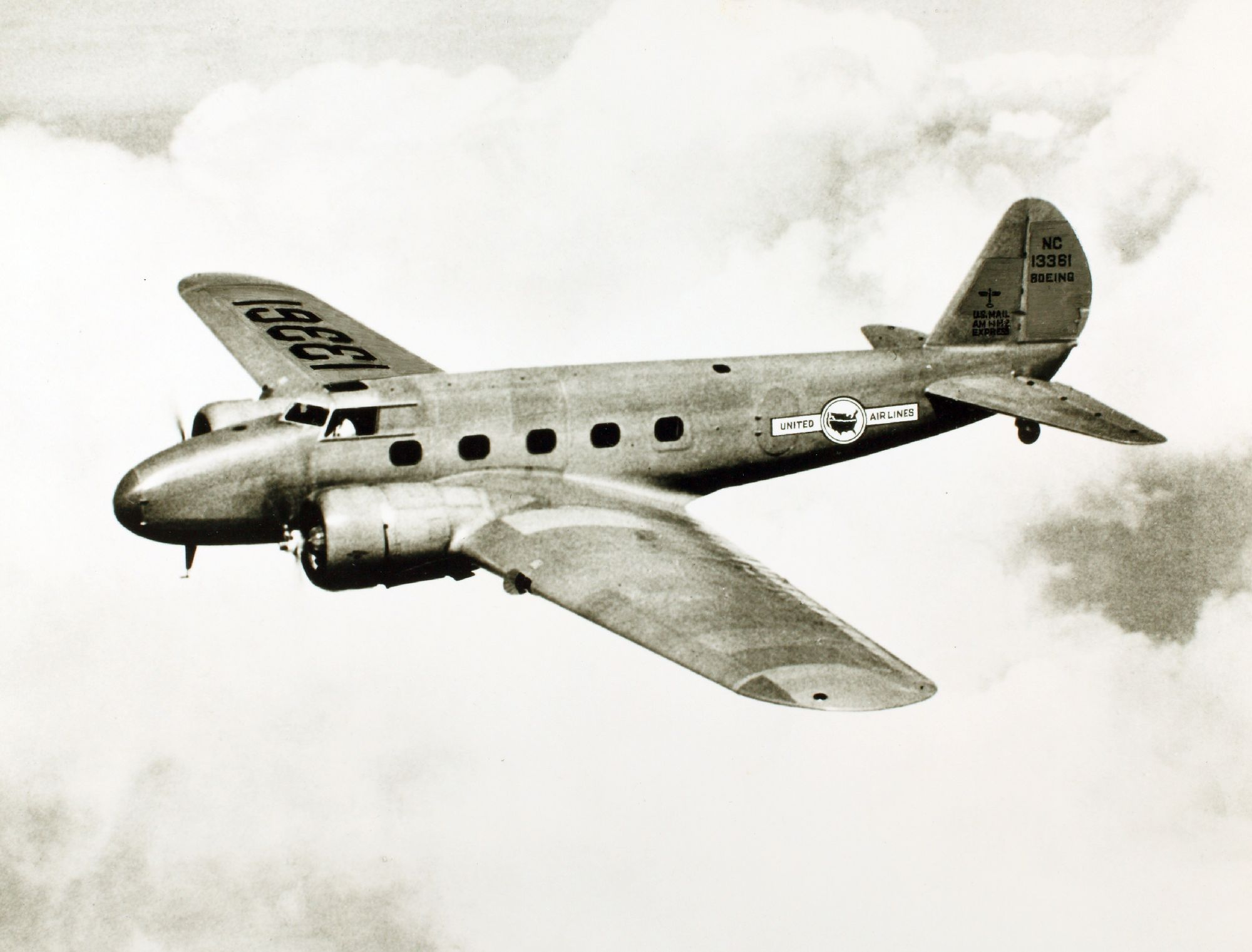
聯合航空於1933年引入波音247

聯合航空是美國最早的商用航空公司，其前身可追溯至由瓦特·瓦尼創立、提供航空郵遞服務的瓦尼航空。瓦尼的總機師Leon D. "Lee" Cuddeback在1926年4月6日用燕子型號的雙翼機飛行第一班合約空郵航班，從愛達荷州的波夕前往華盛頓州的鐵路郵件樞紐帕斯科，而在之後的一天運載200磅的郵件。1926年4月6日被認定為聯合航空的誔生日和「真正」航空運輸（定期和定路線營運）的始創日。瓦尼航空在1925年沿用的飛機庫，直至2003年，都是波夕機場航廈的一部份。
在1927年，航空先驅者威廉·愛德華·波音（William Edward Boeing）成立了他個人的航空公司——波音航空運輸（Boeing Air Transport），並開始收購其他的空郵航空公司，包括瓦尼航空。在四年之間，波音購入了數家航空公司、飛機及機件製造商和數個機場。在1929年，該公司改名為聯合航機運輸公司（United Aircraft-Transport Corp）。在1930年，航機既可接載乘客也可運載貨物，聯合航機運輸公司聘請了一位名叫艾倫·丘奇的註冊護士去幫助乘客，她成為歷史上第一位女性空中服務員。
因1930年的空郵醜聞，1934年的空郵法案禁止航機製造和航空公司屬同一公司。聯合航機運輸公司的主席菲臘·約信（Philip G. Johnson）被迫辭職並轉投往泛加拿大航空（加拿大航空的前身）。波音的公司分拆為三間公司，分別是零件製造商（後來成為聯合技術公司）、飛機製造商（波音）和航空公司–聯合航空。聯合航空在1934年重新獲發空郵合約，新主席為威廉·畢德遜（William A. Patterson），直至1963年為止他一直是聯合航空的主席。

### 擴展成為全國性的航空公司

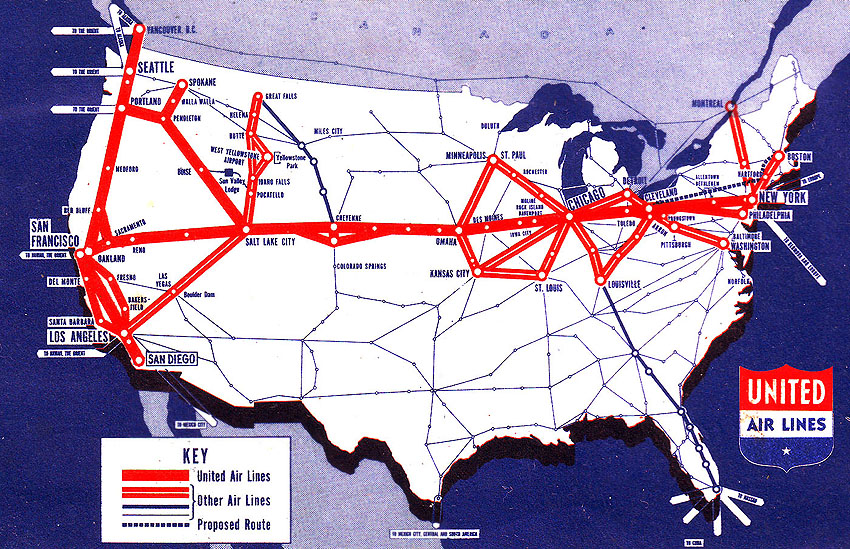
1940年聯合航空航線圖

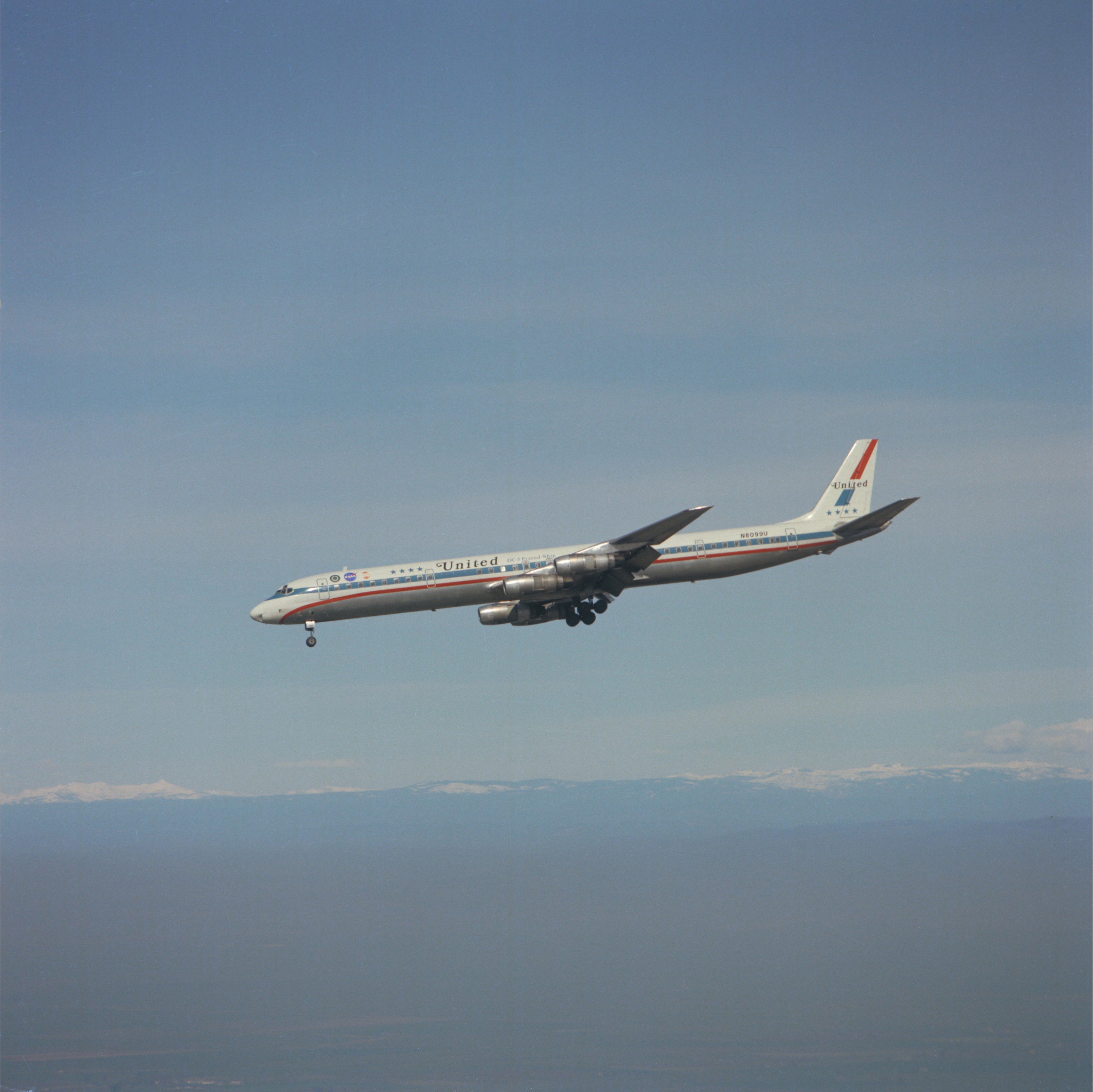
聯合航空的道格拉斯DC-8“Friend Ship”塗裝其中一個版本 正在幫NASA實驗用反向推力下降

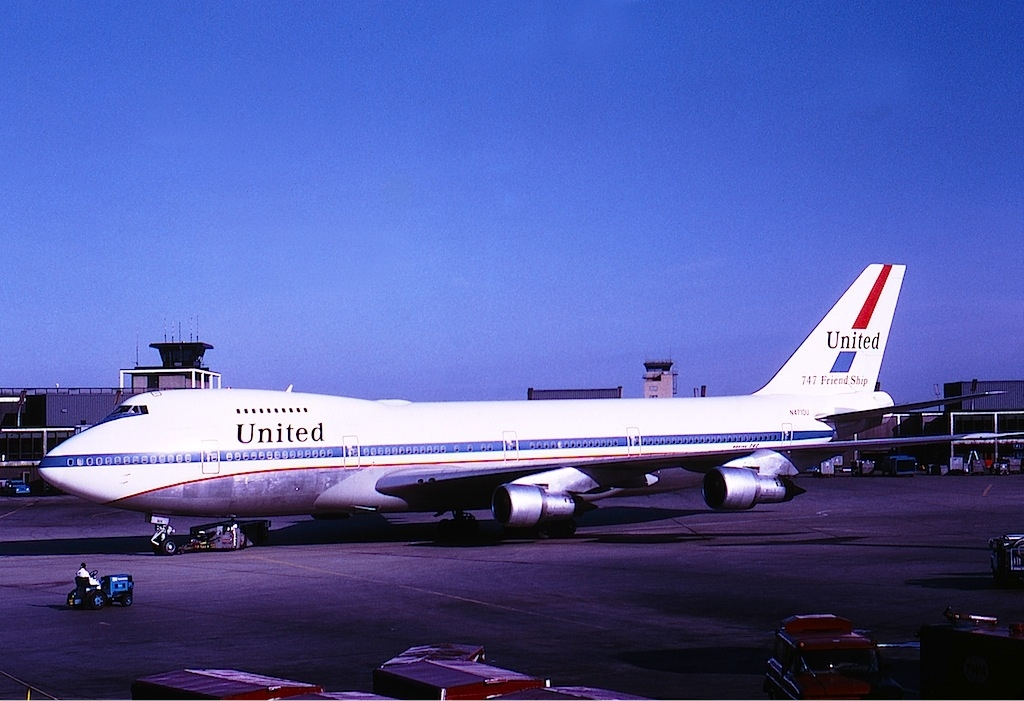
聯合航空的波音747-100（1972年“Friend Ship”塗裝另一版本）

聯合航空初期的航線是由空郵航班連貫而成，主要是營運美國西岸南北線和由紐約經芝加哥及鹽湖城至三藩市的航線，而芝加哥和三藩市及後丹佛和華盛頓成為聯合航空的樞紐，至今仍是其主要樞紐。
第二次世界大戰時，聯合航空訓練地勤人員、改裝航機為戰鬥機及為戰事負責運輸郵件、物資和乘客。戰後，聯合航空受惠於戰時所發明的科技（例如飛機飛高於雲層時的壓力調節）和航空需求的激增。這段時間，泛美航空恢復其太平洋航線網絡，而泛美航空及後於1985年連同其日本東京樞紐一併售予聯合航空。
1955年11月1日，聯合航空一架道格拉斯DC-6從丹佛的史提普頓機場飛往俄勒岡州的波特蘭的聯合航空629班機被炸，機上所有人遇難。
1961年6月1日，聯合航空與首都航空合併，成為當時全世界第二大的航空公司，僅次於俄羅斯航空(時 蘇聯民航)。1968年公司重組，成立UAL公司（UAL Corporation），而聯合航空則為其全資附屬公司。
經濟動盪、勞方不穩和1978年的撤銷航空公司管制法案大大地影響了聯合航空，在1970和80年代出現虧損而管理層亦經常替換。1981年5月，當美國航空推出了首創的AAdvantage飛行常客計劃，一星期後聯合航空也推出自己的Mileage Plus計劃。1982年8月19日，聯合航空接收了首架波音767-200，成為波音767的啟始客戶。

### 1983年：國際線首航
在1960年代，聯合航空已經開始申請營運國際航線，但1969年的跨太平洋航線案件否決了聯合航空的擴展機會。在1983年前，聯合航空並沒有國際航線。直至到1983年的4月2日，聯合航空首度開辦從波特蘭（註：週二提供服務）和西雅圖（註：週一、週三至週日提供服務）直航東京的航線，成為自聯合航空於1926年成立以來首個國際航點；同年的5月28日，聯合航空正式開辦由西雅圖飛往香港的每日不停站航線，成為第二個國際航點。

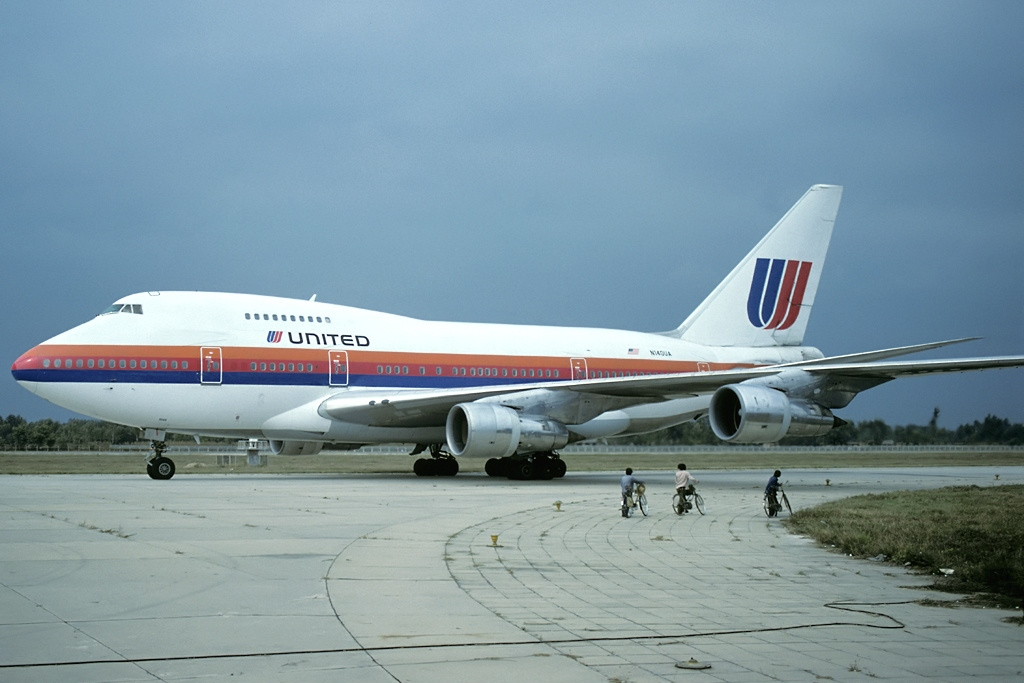
聯合航空開通國際航線後接收了泛美航空的波音747SP（圖中客機為波音公司製造的首架747SP，披上1974年至1993年“Tulip”塗裝，1988年攝於北京）

1985年4月，聯合航空從衰落的泛美航空購入其太平洋航線網絡，並於1986年2月11日正式投入服務；而太平洋地區的航點則由原有的2個增至13個；而原屬泛美航空的部份2,700名員工、18架客機（包括11架波音747SP、6架洛歇L-1011-500及1架麥道DC-10-30）也全數易手聯合航空。部份原屬泛美機隊的波音747SP和洛歇L-1011客機於加入聯合初期仍帶著泛美航空的塗裝及泛美時期的航機編號，只有機身前上半部分寫上聯合航空的英文名稱連同1974年起採用的鬱金香標誌以取代泛美的名字，而尾翼的標誌則由聯合的鬱金香標誌取代泛美的地球標誌；直至數年後全部原泛美機隊的波音747SP和洛歇L-1011客機才披上由索爾·巴斯設計、1974年起採用的塗裝；而在聯合航空服役的747SP的航機註冊編號亦由泛美時期所採用的編號陸續重新登記為聯合航空的編號，直至1994年起陸續退役；而L-1011則繼續使用泛美時期的航機註冊編號直至到1989年起退役。

### 1985年罷工
聯合航空的機師稱總裁李察·發拉斯（Richard Ferris）企圖打散工會，並在1985年5月17日進行了長達29天的罷工。工會指公司提議的「乙級薪酬表」就是例證。發拉斯堅持聯合航空的機師開支不能高於美國航空，而美國航空已經有個「乙級薪酬表」，所以他願意給聯合航空機師一份跟美國航空相等的合約。聯合的APLA-MEC工會不接納該建議，因為這代表他們將不被發給押後的加薪。跟美國航空看齊而剩下的方法就是把新聘用的機師按「乙級薪酬表」發薪。發拉斯想把「乙級薪酬表」融合於機師的階級表，而該方案比美國航空的更優勝。在罷工前的數小時，接近大部份的問題都已解決，只剩下乙級表的為期，而若談判繼續，這問題亦能解決。
在上午12時20分，ALPA工會的談判員提出了反建議，以避免罷工。可是，在跟F.比利（F. Lee Bailey）舉行全國性電話會議的MEC公會主席羅渣·荷爾（Roger Hall）在12時1分，在沒有咨詢談判員的情況下宣佈罷工。然而談判員相信他們會跟聯合資方的談判員達成協議。
這一場罷工令聯合航空損失了10億元，並推使了長期的勞方不穩定和財政下滑，以至20年後的破產。

### 1990年代：擴張

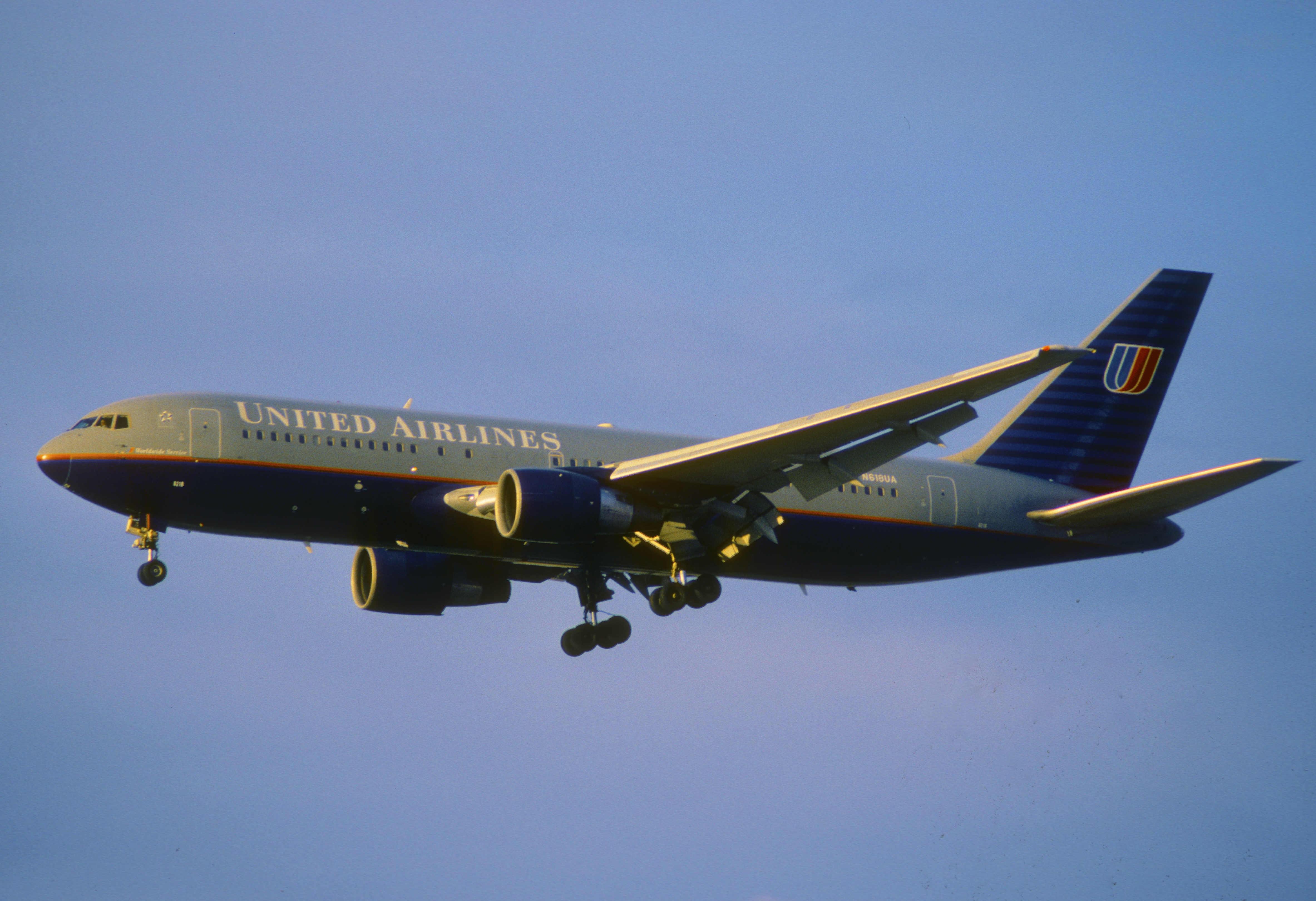
聯合航空的波音767-200（1993年至2004年的“Battleship”塗裝）

隨著泛美航空的結業，聯合航空開始擴張自己的航線網絡。1991年，聯合航空收購泛美航空飛往倫敦希斯路機場的航線，在與英國政府談判之後又得以開通芝加哥飛往倫敦希斯洛機場的航線。1995年，聯合航空成為第一間將波音777投入商業營運的航空公司。而1997年，聯合航空與加拿大航空、漢莎航空、北歐航空、泰國國際航空聯合組建星空聯盟，同年將洛杉磯國際機場作為聯航在美國西南部的樞紐。

聯合航空舊標誌（1997年至2010年）

### 21世紀初：重重打擊
2001年9月11日，兩架聯合航空客機遭恐怖分子劫持。其中，由波音767-200執飛的UA175撞入世界貿易中心南塔，由波音757-200執飛的UA93則墜毀於賓夕法尼亞州。2002年，由於無法繼續注資以彌補虧損，聯合航空申請破產保護。雖然在破產保護期間繼續營運，但聯合航空將主線機隊數量由9.11前的557架減少至460架。
2003年11月12日，聯合航空開設低成本子公司泰德航空以與其他低成本航空公司競爭，次年改裝一些波音757的客艙並投入往返紐約與洛杉磯和舊金山，提供針對商務乘客的“特等服務”（United p.s.）。2005年9月，聯合航空提出重組計劃，並在獲得30億美元融資後於2006年2月脫離破產保護。

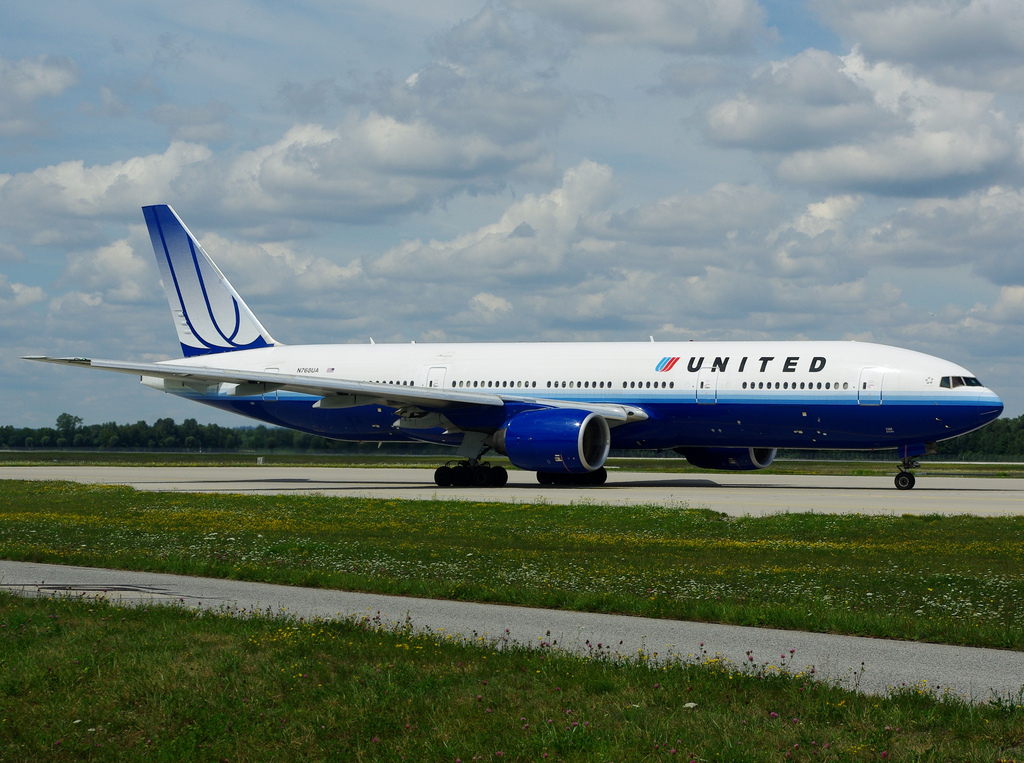
聯合航空的波音777-200ER（2004年至2010年的“Rising Blue”塗裝）

### 2010年代：與美國大陸航空合併

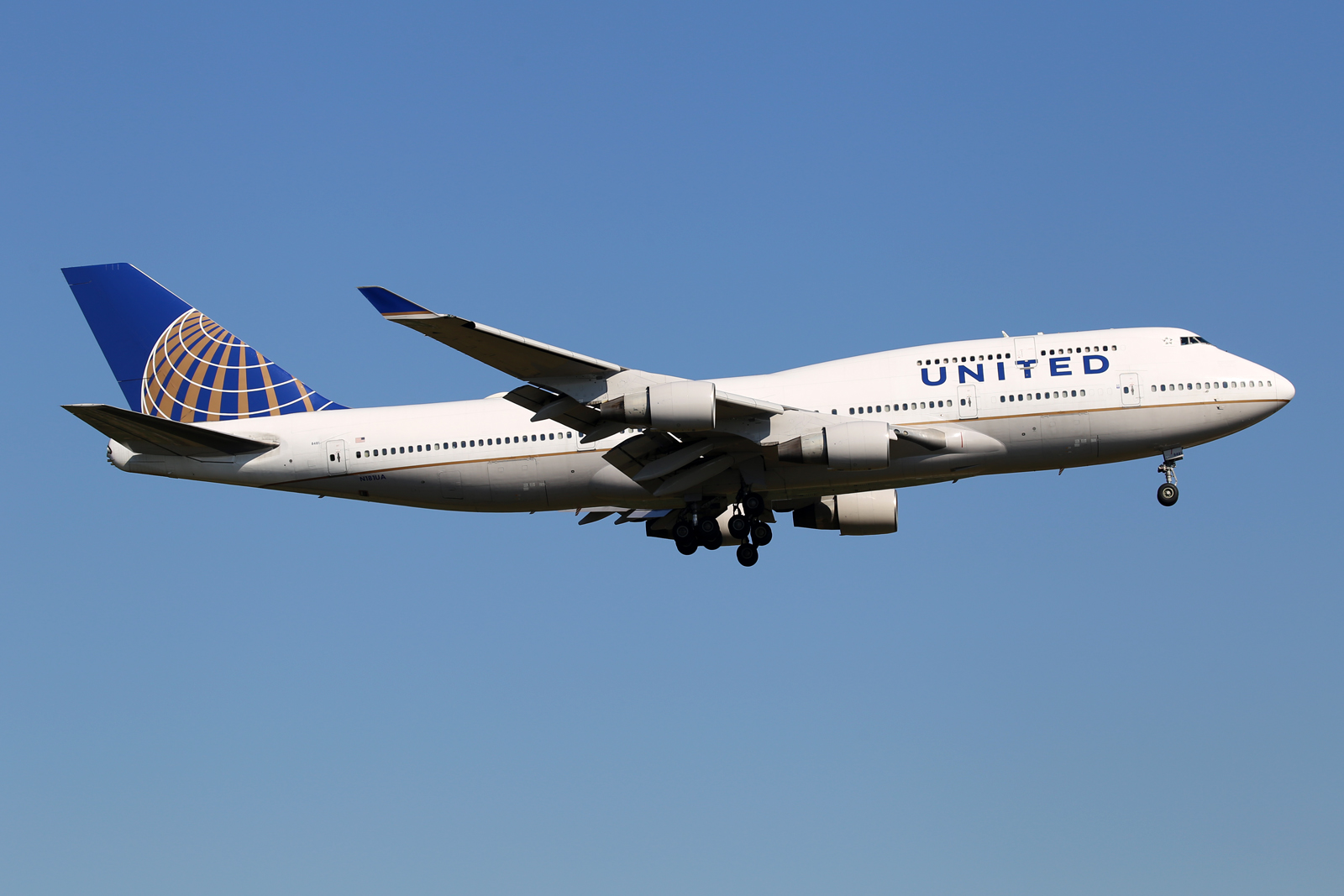
與大陸航空合併後新塗裝的波音747-400（2010年至2019年的“Globe”塗裝）

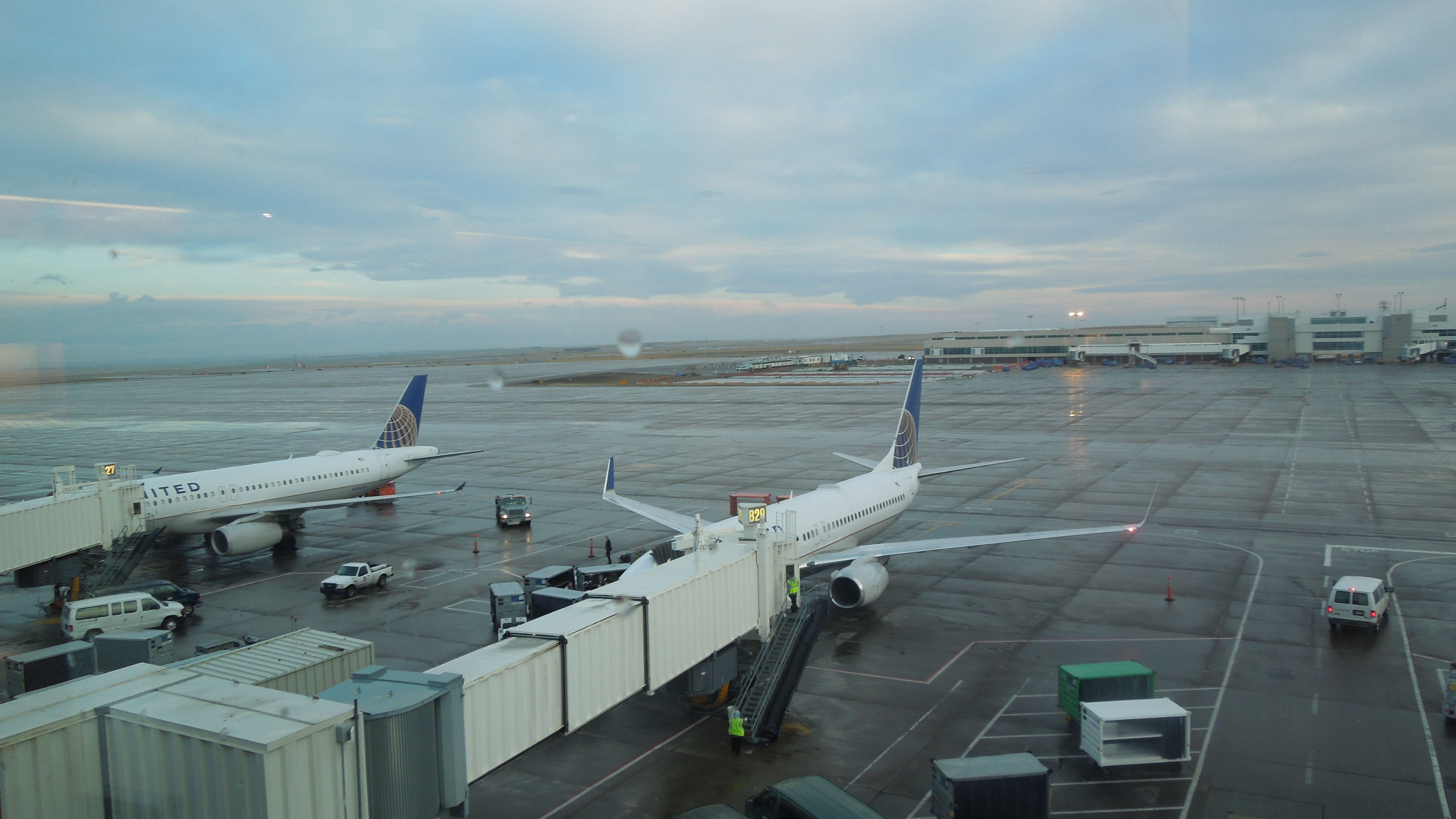
披上Globe塗裝的聯合航空空中巴士A320(左)波音737-900ER(右)在丹佛國際機場

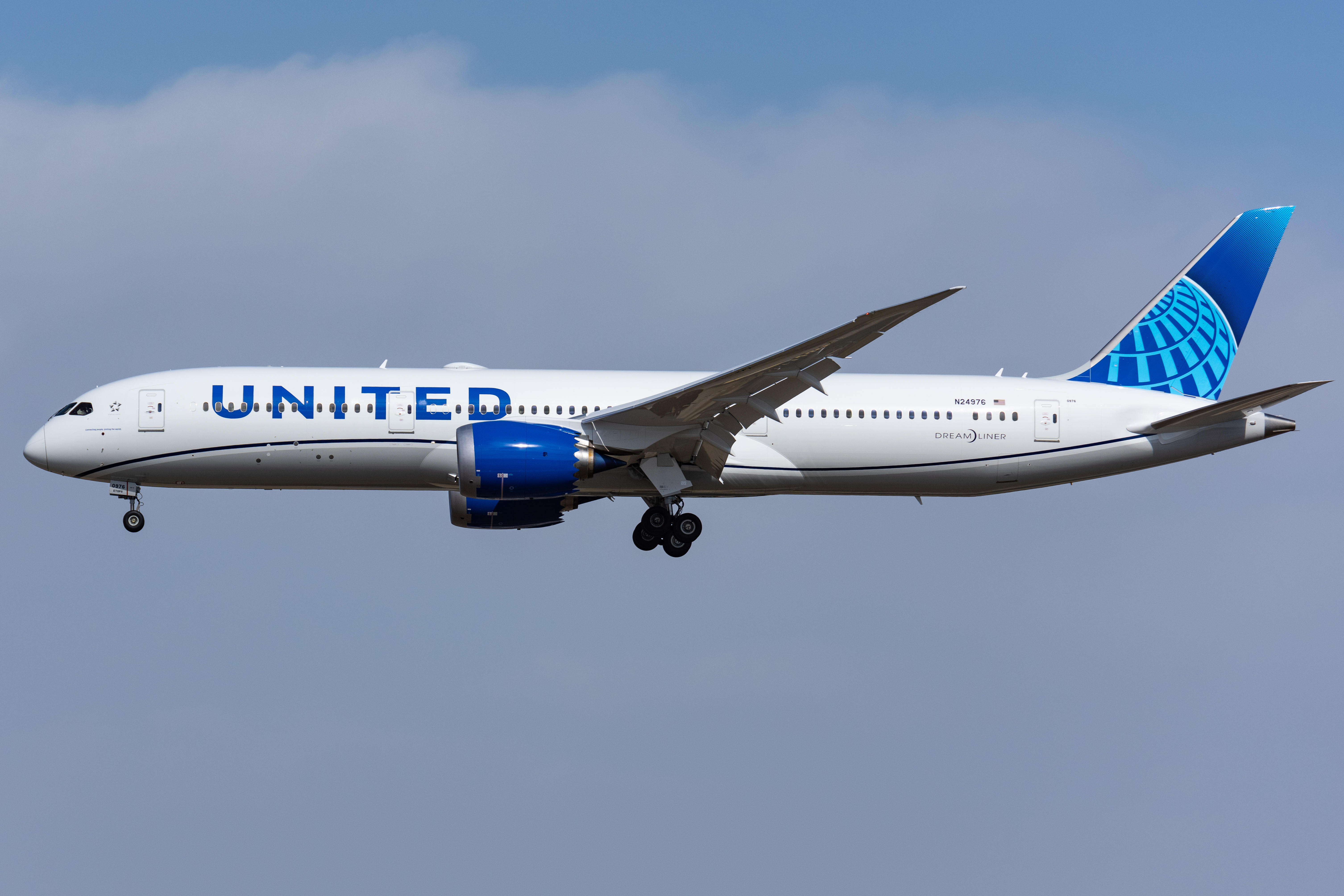
披上2019年新塗裝的波音787-9正執飛從東京成田飛往華盛頓杜勒斯的航線

同樣在2006年，大陸航空與聯合航空初步商談合併事宜。2010年4月16日，聯合航空重新與大陸航空討論合併一事，並於同年5月2日決定合併，合併後的航空公司將保留聯合航空的名稱並使用大陸航空的標誌及飛機塗裝，而總部則設在芝加哥，CEO一職由大陸航空的CEO Jeff Smisek擔任。2010年10月1日，聯合航空控股公司（UAL Corporation）完成收購大陸航空，並將公司改稱「聯合大陸控股公司」（United Continental Holdings, Inc.）。聯合航空與大陸航空的營運於2012年中完成整合，並於2013年3月31日合併成同一航空公司。

### 2020年代至今：疫情影響以及大規模裁員
儘管在2006年脫離破產保護後，聯合航空一直處於北美年盈利前三的位置，但在2020年初，新型冠狀病毒病的全球性爆發導致聯合航空不得不暫時取消絕大多數客運航線，並將部分航線轉為貨運航線。儘管如此，聯合航空還是在2020年第一季度虧損17億美元。這也是自2006年以來聯合航空遭受的最嚴重的一次虧損。此後，為了盡量減少虧損以防止再度破產，聯合航空於2020年7月宣佈裁員36000人，包括15100名空服員，11000名機場管理人員與2250名飛行員。2020年9月2日，聯合航空再次宣佈裁員16370人，包括6290名空服員，2850名飛行員，1400名高層管理人員，2010名機修工以及2260名機場管理人員等。

## 航點及代碼共享
聯合航空主要在美國中西部和西岸經營國內航線及跨越大西洋和太平洋等洲際航線。聯合航空是前往夏威夷及亞洲的最大美國航空公司；在2004年太平洋線的客運收益公里數為37,191,711，而在2005年，聯合航空接載了190萬乘客前往夏威夷島嶼。並在百慕達II協議中，聯合航空是兩間可以飛往倫敦希斯洛機場的美國航空公司之一。
除了拉丁美洲外，聯合航空近年主力開拓國際航線，包括開辦由芝加哥及三藩市前往北京的UA850/UA851、UA889/UA888以及上海的UA836/UA835、UA890/UA891和UA858/UA857的每日直航上海航班，以及三藩市前往成都的UA9/UA8航班。國際航線為聯合航空帶來更多高消費乘客，避開美國本地市場來自低成本航空公司的競爭。2007年3月29日，聯合航空開通連接中美兩國首都華盛頓與北京的每日直航航班(UA808/UA807)。2016年6月1日，聯合航空開辦由三藩市直航新加坡的每日不經停航班，編號為UA1及UA2，成為繼新加坡航空（於2004年開辦，當時不經停直航的美國航點是洛杉磯及紐瓦克，曾經在2013年停辦，直至2016年10月起復辦；但是復辦後首個不經停直航美國的航點不是洛杉磯及紐瓦克，而是三藩市；而洛杉磯及紐瓦克的不經停航班則在2018年復辦）後第二間開辦由美國直航新加坡的航空公司，亦同時是暫時唯一一間開辦此航線的美國航空公司。2017年10月27日，聯合航空開辧由洛杉磯直航新加坡的每日不經停航班，編號為UA37及UA38，成為繼新航後第二間開辦此航線的航空公司，並打破由澳洲航空於2014年9月29日由雪梨不經停直飛達拉斯的航程記錄，成為全球最長的超長程航班中的第三位。
2022年9月14日，聯合航空宣怖於11月開始與阿聯酋航空成為在美國、中東及南亞航線共享協議的合作夥伴關係，並同時於2023年3月27日開始復辦杜拜航線﹙註：於2008年開辦，當時在美國的出發地點為華盛頓，直至2016年1月尾因不滿中東三大航空公司在美國的競爭行為而停辦；而復辦後的出發地點並不是華盛頓，而是新澤西州的紐瓦克﹚，編號為UA164及UA163；成為繼「美國三大」的美國航空與「中東三大」的卡塔爾航空於同年6月起建立合作夥伴關係後第二間與中東藉航空公司建立合作夥伴關係的美藉航空公司，並意味着美藉及中東藉航空公司在商業競爭模式上由2015年10月中開始的「敵對」關係中日漸解凍。
2025年5月29日，聯合航空宣怖與捷藍航空組成全新合作關係「藍天聯盟」(Blue Sky)，目標整合雙方在紐約地區的營運資源，並實現美聯航重返約翰·甘迺迪國際機場 (JFK) 的多年夙願。根據雙方聲明，該協議未來將允許兩家航空公司互相銷售機位、累積常旅客里程，並共享精選航班時段與旅遊附加服務平台。而項目最快將於今年秋季啟動，完整計畫則預計 2027 年正式落地。依協議內容，美聯航將可藉由捷藍取得最多七個每日來回 JFK 航班的時段，而捷藍則獲得八個美聯航在紐瓦克機場 (EWR) 黃金時段航班的操作權。

### 著名航線
- 跳島航線（英语：Island Hopper）：關島和夏威夷間的定期航班服務，中途經停馬紹爾群島和密克羅尼西亞聯邦的5個機場
- 高級跨大陸服務（United p.s.）：東岸紐瓦克自由國際機場、波士頓國際機場和西岸洛杉磯國際機場、三藩市國際機場間主要由波音757執飛的航班，這些航班的服務有別於一般國內航線

### 代碼共享
聯合航空與以下航空公司實行代碼共享：
星空聯盟成員
- 愛琴海航空
- 加拿大航空
- 中國國際航空
- 印度航空
- 新西蘭航空
- 全日空
- 韓亞航空
- 奧地利航空
- 哥倫比亞航空
- 布魯塞爾航空
- 巴拿馬航空
- 克羅埃西亞航空
- 埃及航空
- 衣索比亞航空
- 長榮航空
- 漢莎航空
- 北歐航空
- 深圳航空
- 新加坡航空
- 南非航空
- 瑞士國際航空
- TAP葡萄牙航空
- 泰國國際航空
- 土耳其航空

其他航空公司
- 愛爾蘭航空
- Aeromar
- 多洛米蒂航空
- 藍色巴西航空
- Boutique Air
- Cape Air
- 雪絨花航空
- 歐洲之翼航空
- 夏威夷航空
- 奧林匹克航空
- Silver Airways
- 維斯塔拉航空
- 阿聯酋航空
- 捷藍航空

### 合資公司
- 加拿大航空
- 新西蘭航空
- 全日空
- 奧地利航空
- 布魯塞爾航空
- 漢莎航空
- 瑞士國際航空

## 服務

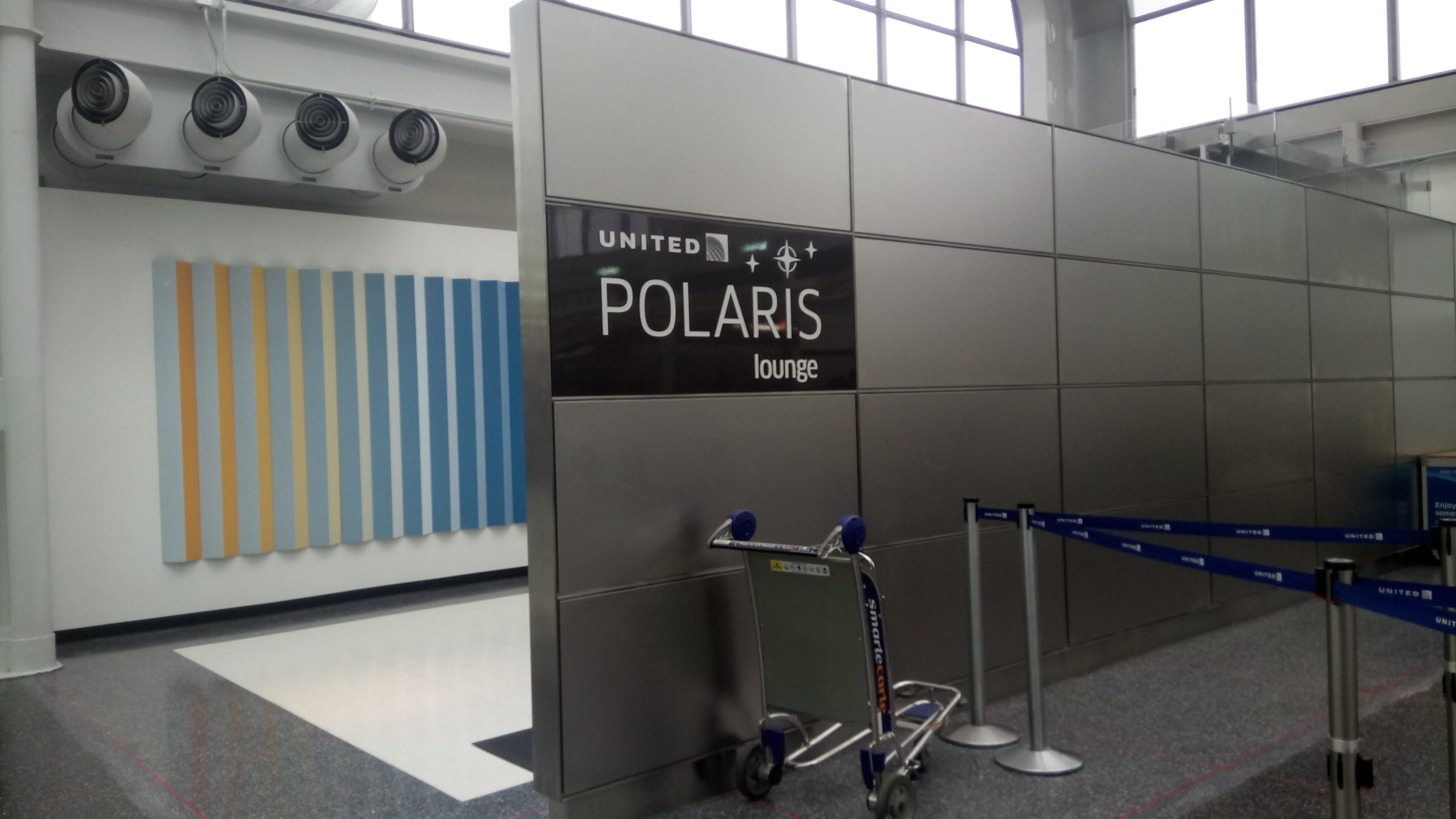
奧黑爾國際機場的北極星貴賓室

### 艙等

#### 商務艙
目前聯合航空國際航班使用北極星商務艙（United Polaris Business）。北極星商務艙於2016年6月2日推出，取代原先的商務艙座椅（United Business）和原大陸航空的商務頭等艙（United BusinessFirst）。
北极星商务舱的新款座椅于2016年12月1日上海飞往三藩市的航班中首次投入使用。新款商務艙採用平躺型座椅，提供長達6呎6吋與寬達23吋的睡眠空間，兩張座椅彼此相鄰的位置設有電動私隱隔板。北极星商务舱在不影响座位数量的情况下，将以前商务舱2-4-2和2-2-2的座位布局，变为1-2-1，使得每个座位都能连接过道。
2025年5月13日，聯合航空宣布推出新版本的北極星商務艙，此款商務艙會率先搭載於聯合航空全新接收的波音787-9機型，一共會有64個商務艙座位，每個座位都有「拉門」的設計。商務艙硬體採用「Adient Ascent」款式設計，並設有兩個區域；而在商務艙前段區域與後段區域的「第一排」，聯合航空會推出加大空間的「北極星工作室」(Polaris Studio)的北極星商務艙座位，共有八個可平躺、皆可直通走道的座位，空間比標準United Polaris大25%，配備隱私門、可供同伴共坐的安全帶及額外腳凳、專屬主餐選項、Ossetra魚子醬開胃小點服務、全新高級護膚用品盥洗包、無線充電、藍牙連接，以及美國航空公司中最大的27吋4K OLED座椅螢幕。而標準版的新北極星商務艙也進行了升級，新增了滑動門、19吋4K OLED觸控螢幕（支援藍牙）、包含無線充電在內的四種裝置充電方式，以及數位座椅控制。每個北極星商務艙皆為全走道座位直達，並採用透氣羊毛混紡座椅。
首架配備「United Elevated」內裝的787-9預計於2025年底前交機，預計2026年啟航國際航線，包括舊金山至新加坡與舊金山至倫敦。未來所有787交機皆配備北極星套房與升級內裝，美聯航預計至2027年前將新增至少30架此型號客機。
除此之外，聯合航空還設有聯合商務艙（United Business）。聯合商務艙原先也用於國際航班，但北極星商務艙推出後僅用於美國東西海岸間的航線，以及主要由波音757執飛的高級跨大陸服務航班（United p.s.）。

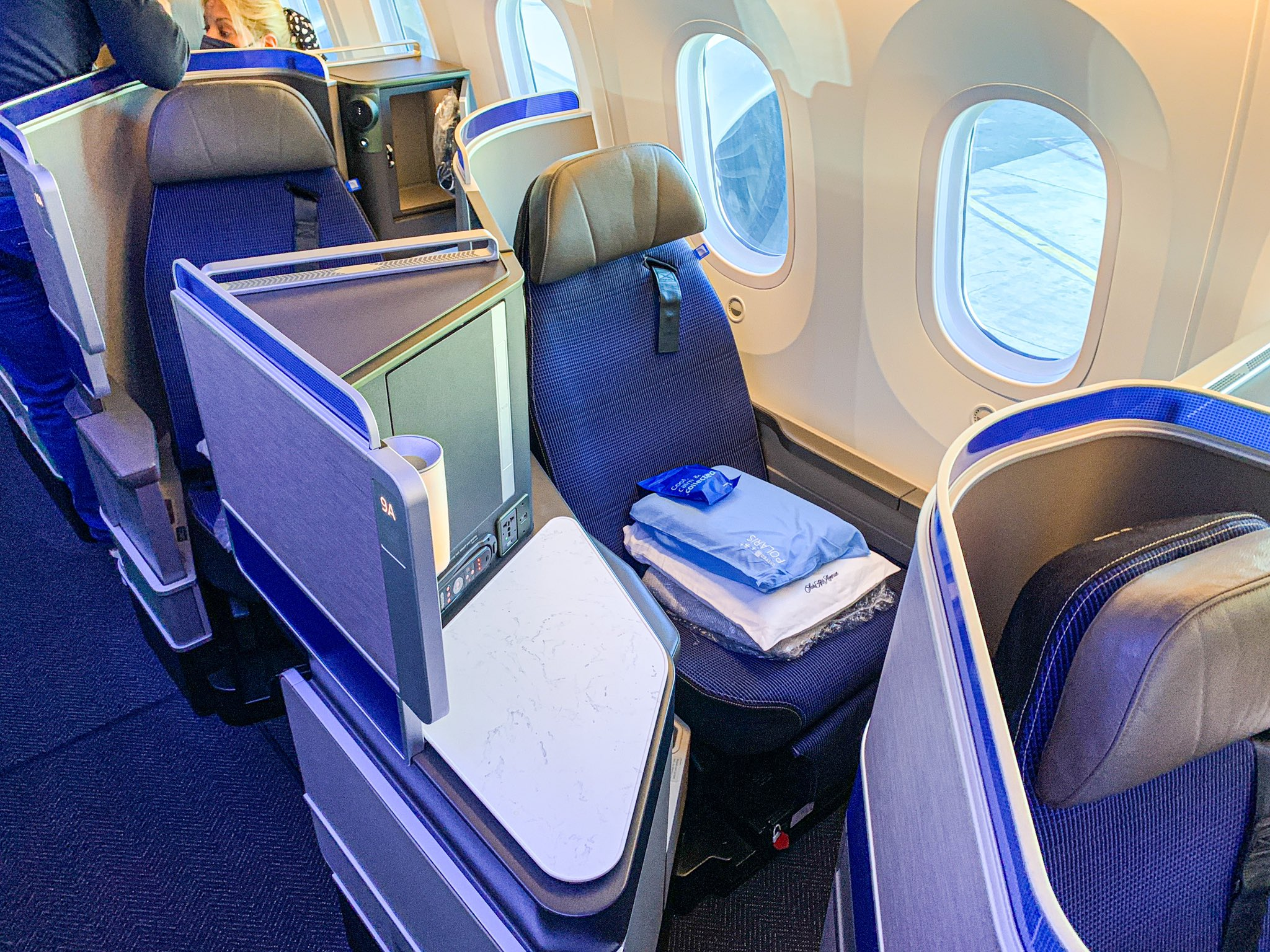
北極星商務艙
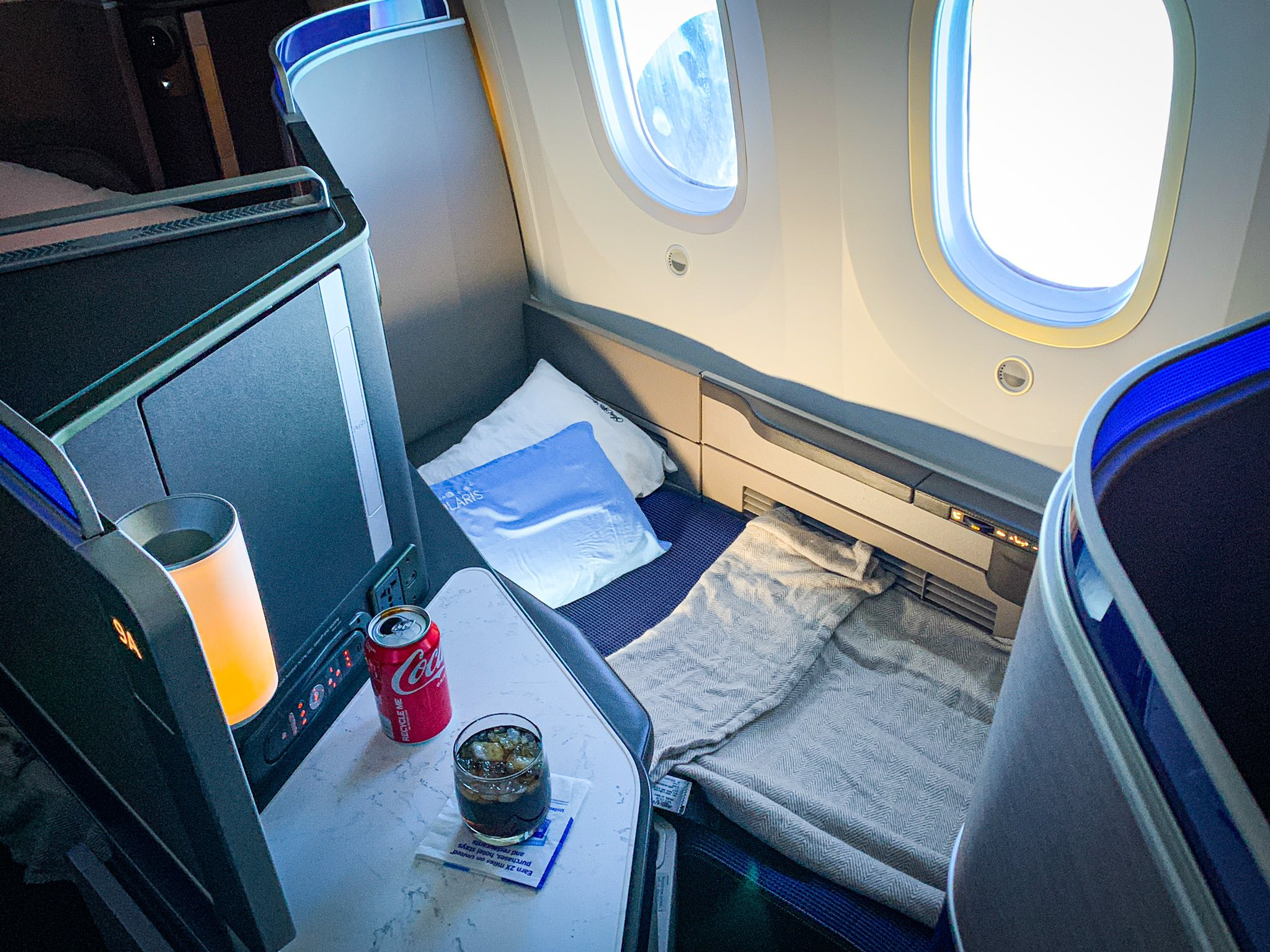
平躺状态的北极星商务舱座椅
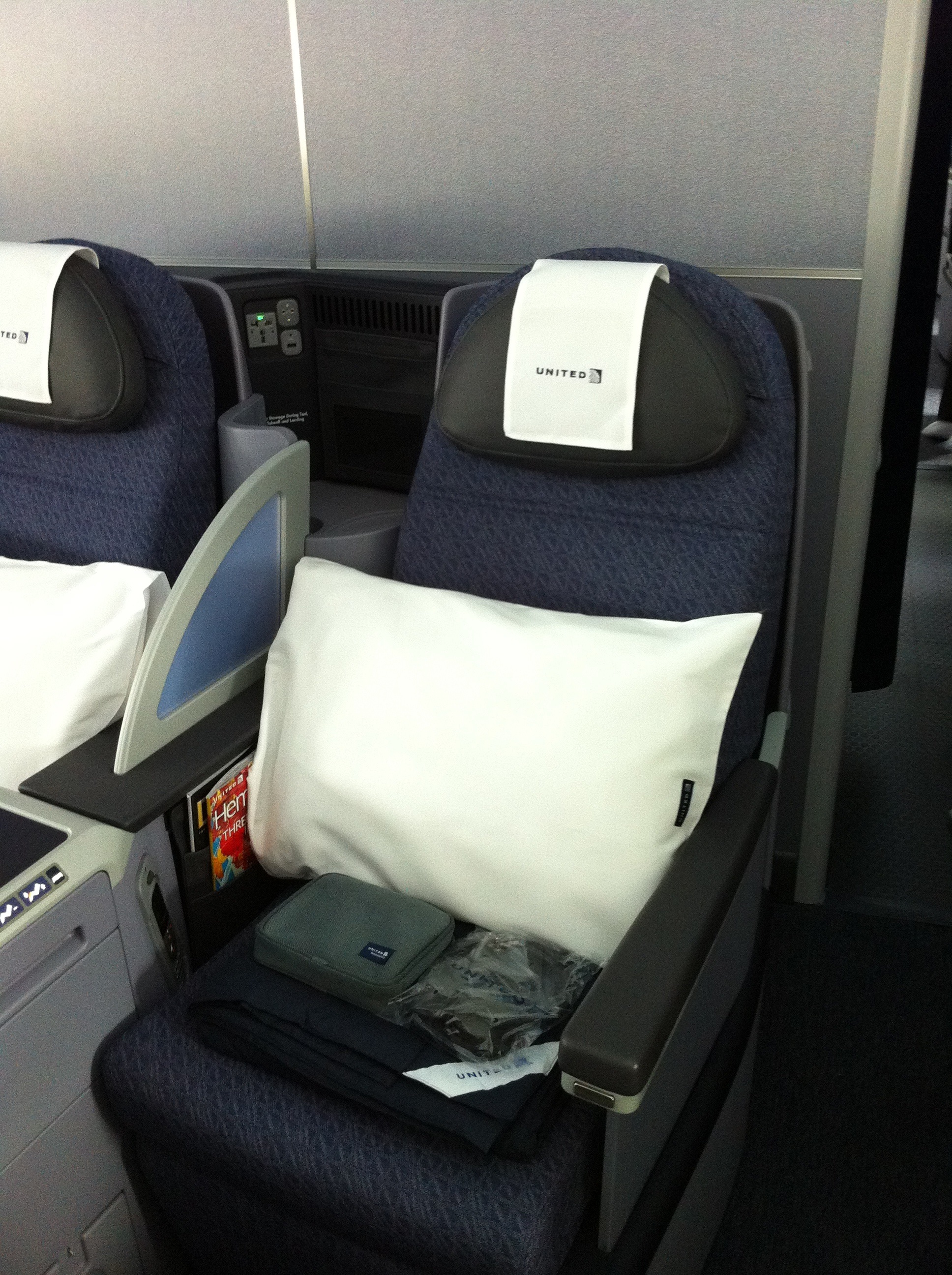
用於波音757、波音767和波音787的商務艙座椅
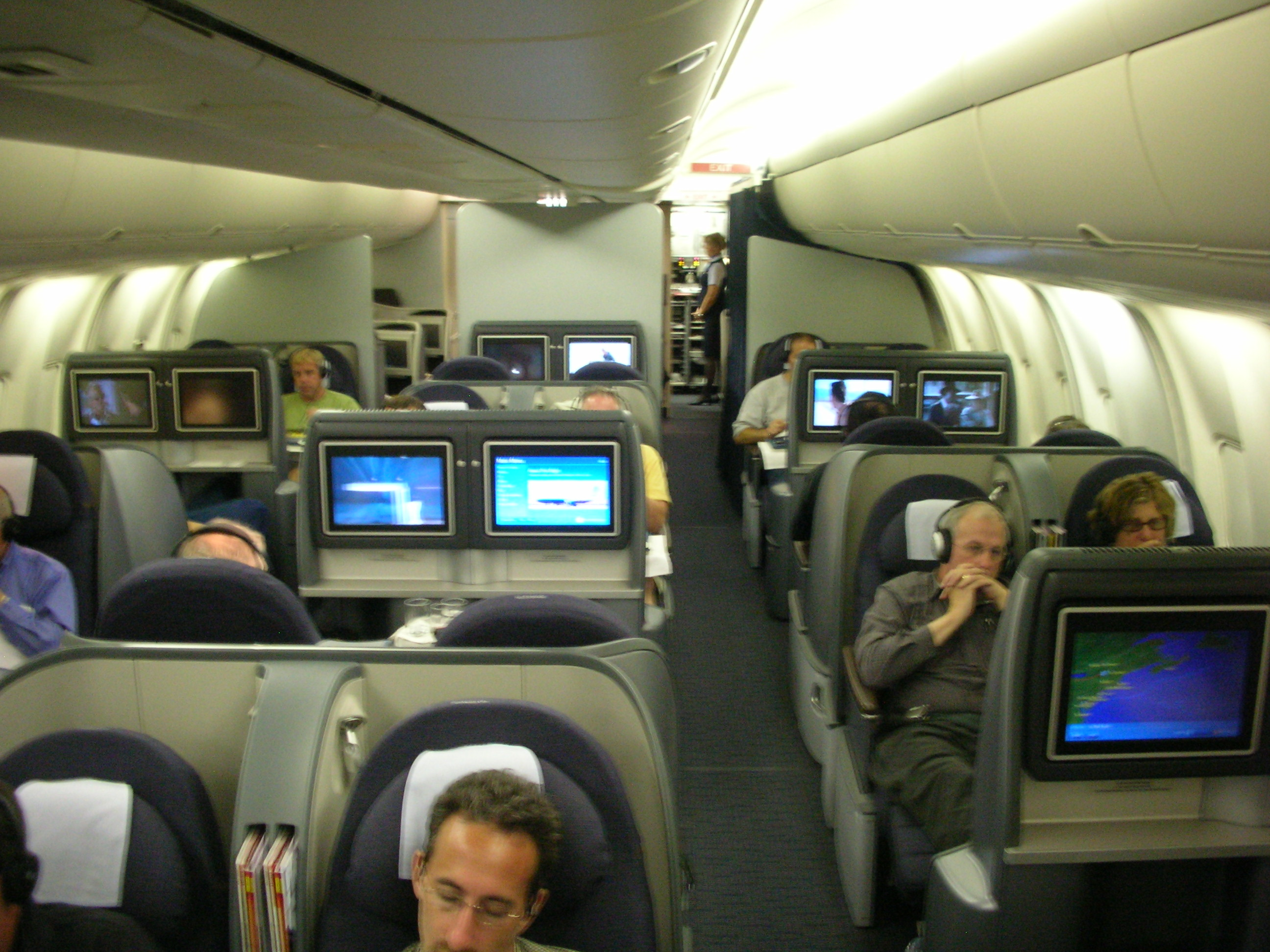
舊版國際航班商務艙座位有正向和倒向兩種方向
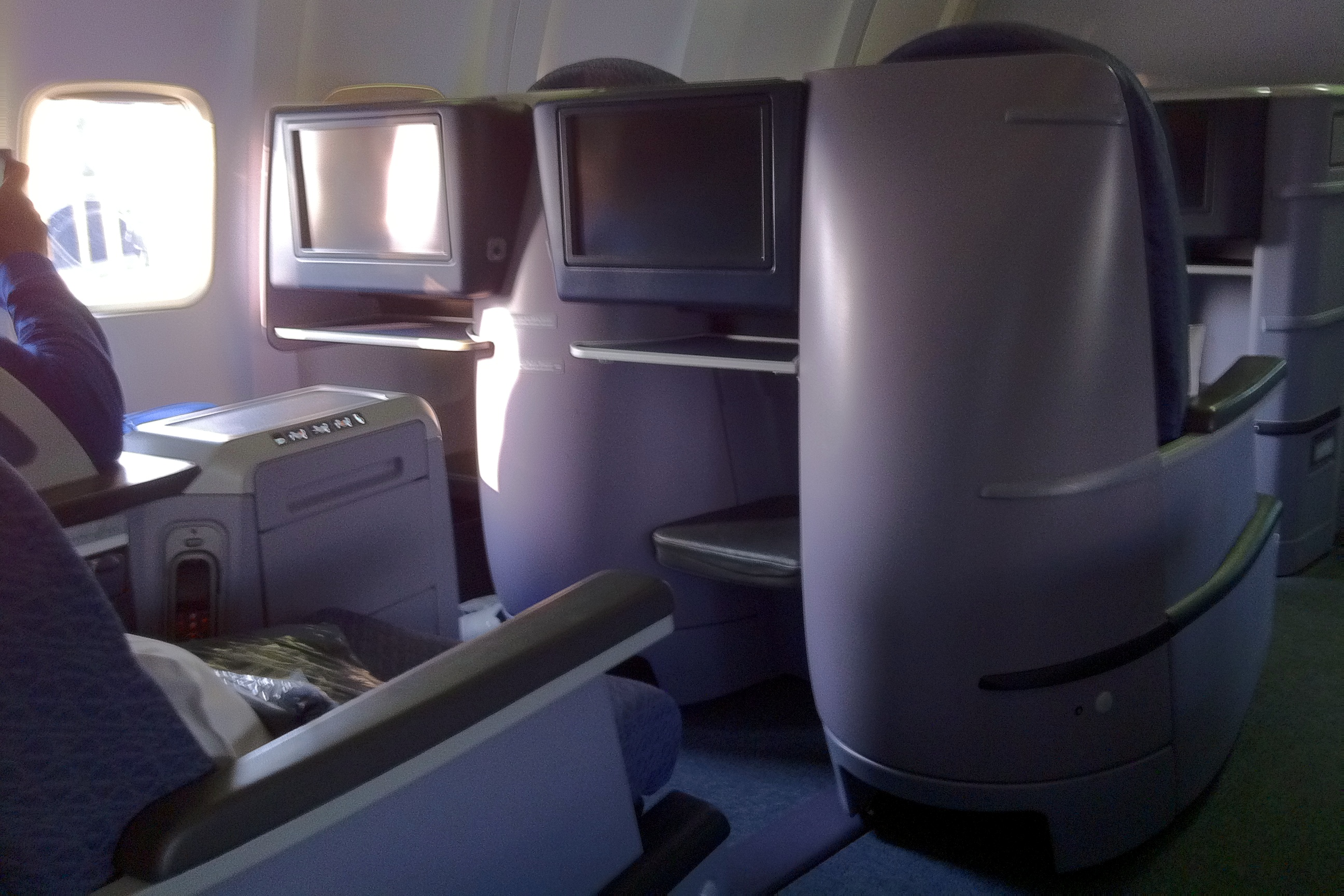
United p.s.高級跨大陸服務航線的商務艙座椅

#### 頭等艙
- 聯合頭等艙（United First）：主要於美國國內航班提供[10]
- 北極星頭等艙（Polaris First Class）：即原先的環球頭等艙（United Global First），在新款北極星商務艙座椅推出後，已不再使用[15]，而北極星商務艙在國際航班中逐漸淘汰頭等艙[11]。

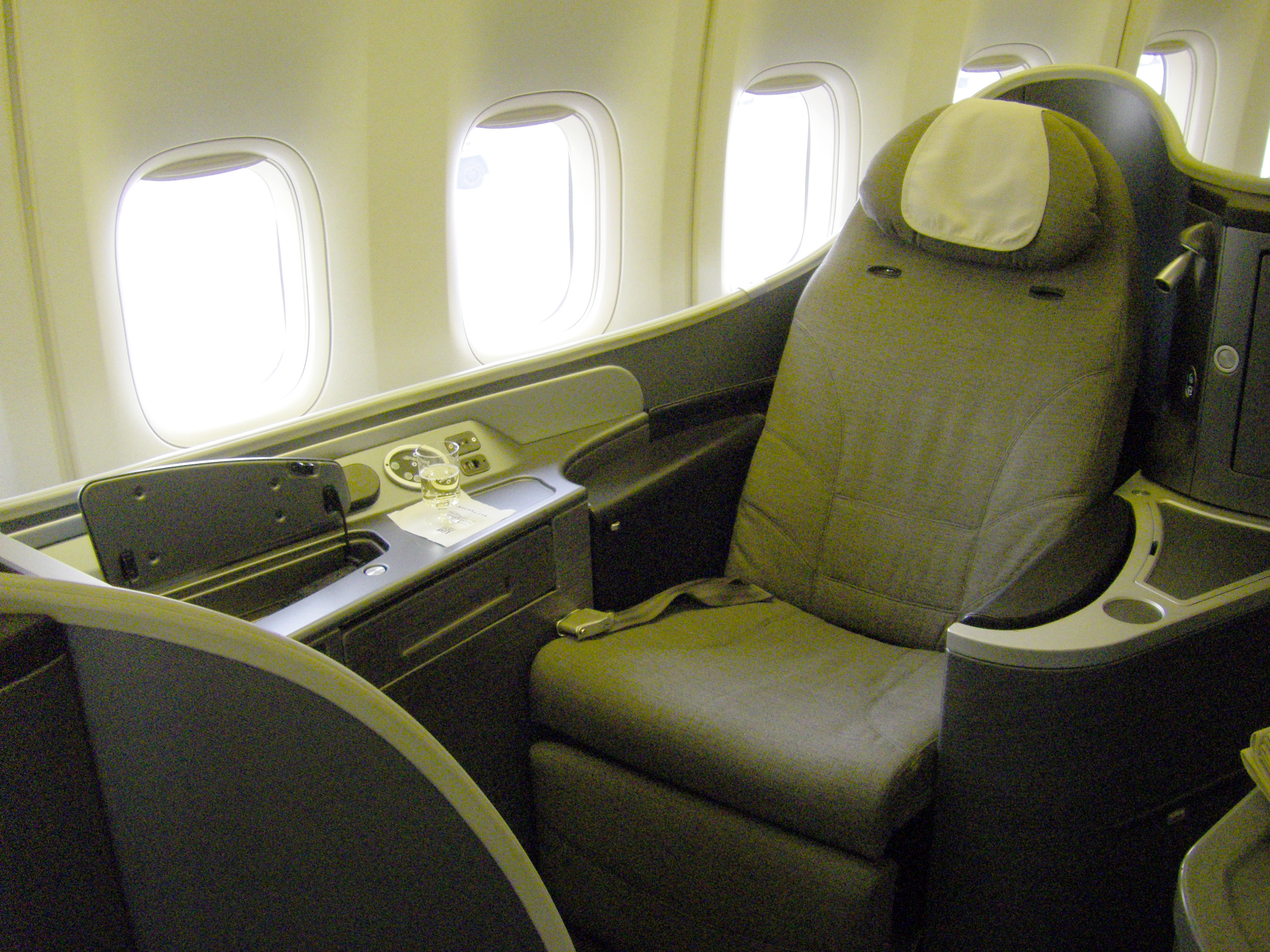
用於波音747和波音777-200的北極星頭等艙
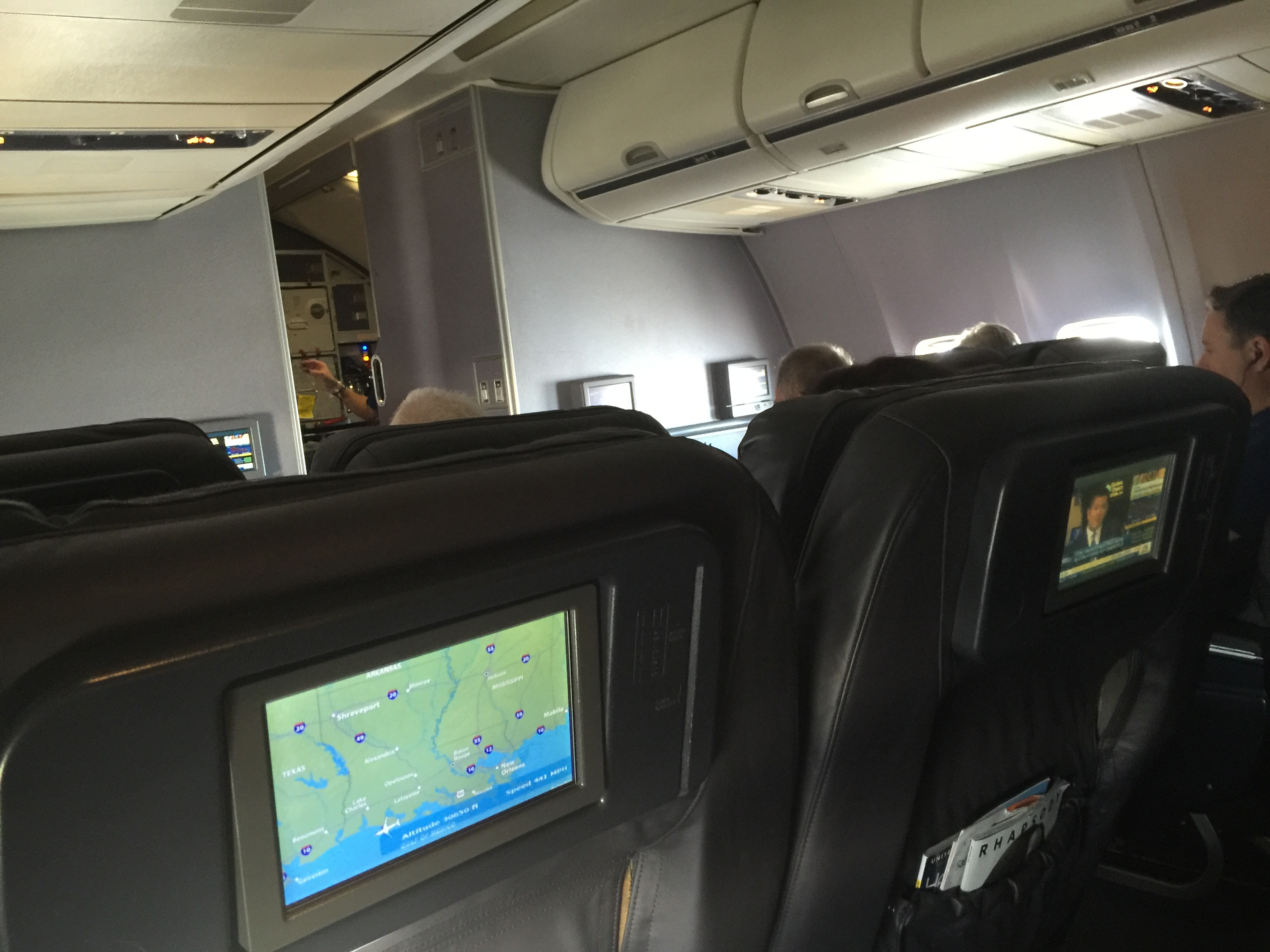
國內航班的頭等艙座椅

#### 豪華經濟艙
聯合航空於2018年1月宣布將在長途國際航班中新增豪華經濟艙（Premium Plus），以應對美國其他航空公司同等艙位的競爭。豪華經濟艙設有更大的座椅間距，並將提供瓷器餐具、酒精類飲料、名牌毯子和枕頭以及便攜式旅行套裝等機上服務。首架配備豪華經濟艙的客機於2018年6月投入服務。

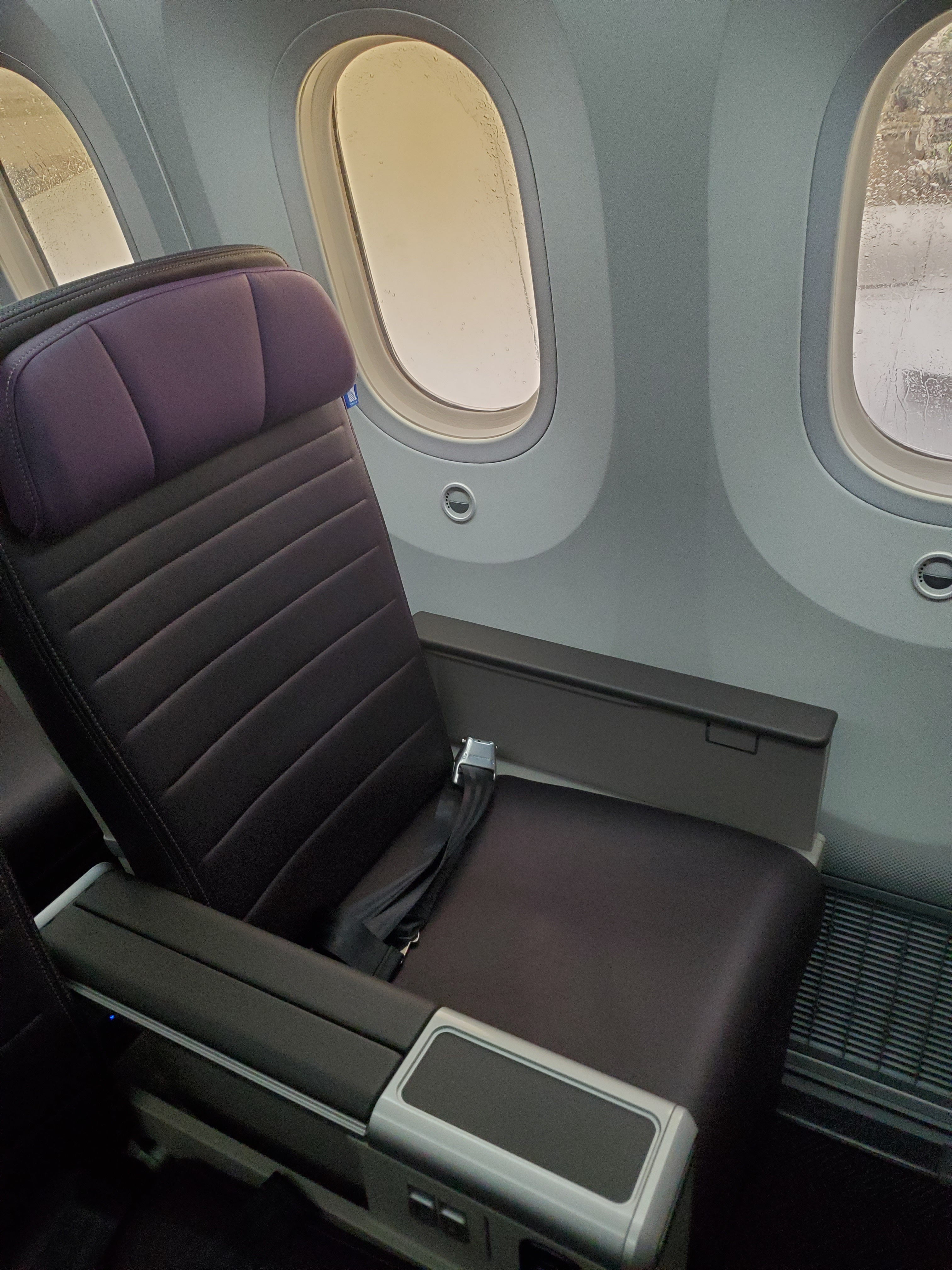
Premium Plus座椅

#### 經濟艙
- 舒適經濟艙（Economy Plus）：設於經濟艙前部的一種艙等，座椅間距比一般經濟艙大[18]。
- 聯合經濟艙（United Economy）：即一般的經濟艙。
- 基本經濟艙（Basic Economy）：為聯合航空提供的一種票價等級，票價比經濟艙更低，所提供的大部分機上服務和設施與標準聯合經濟艙所提供的服務相同，例如食物與飲品、聯合航空無線網絡及機上娛樂等，但基本經濟艙不提供免費選位、不提供團體與家庭座位、乘客不得攜帶全尺寸隨身行李（长途航班除外）、只能攜帶一件小型個人物品、不可更改航班，亦無法退款[19]。

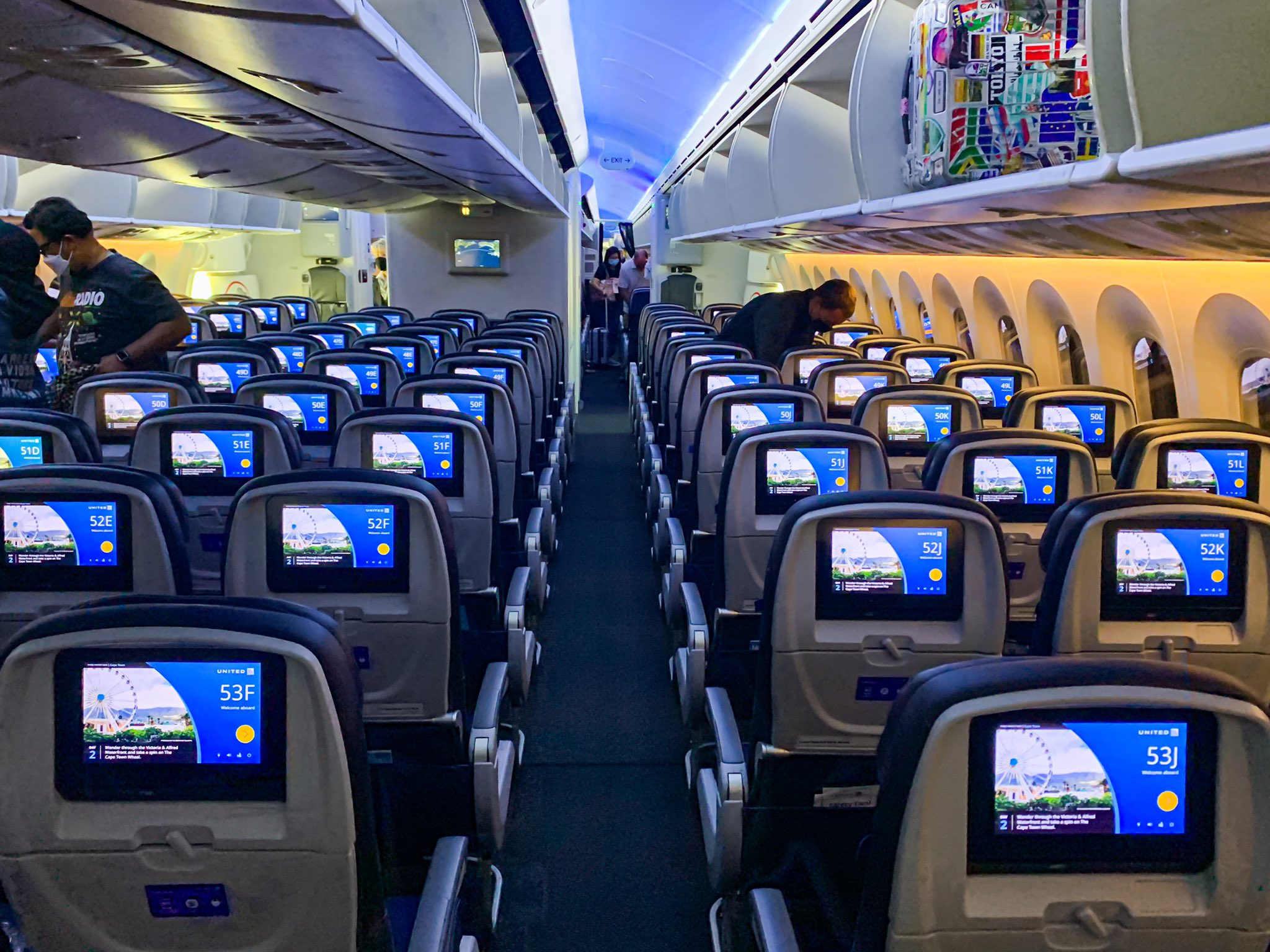
經濟艙座椅（有个人娱乐系统）
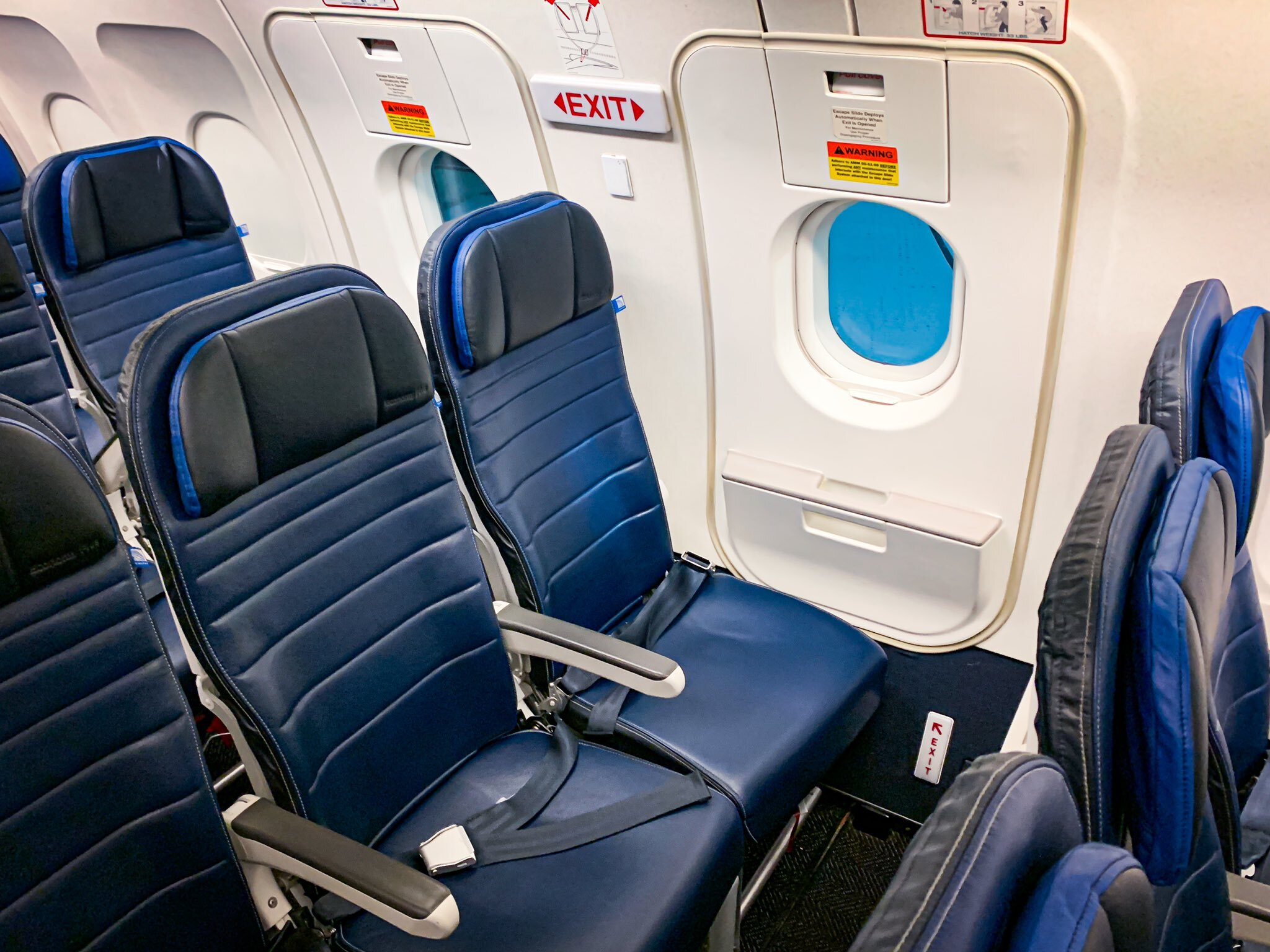
位于紧急出口的舒適經濟艙座椅
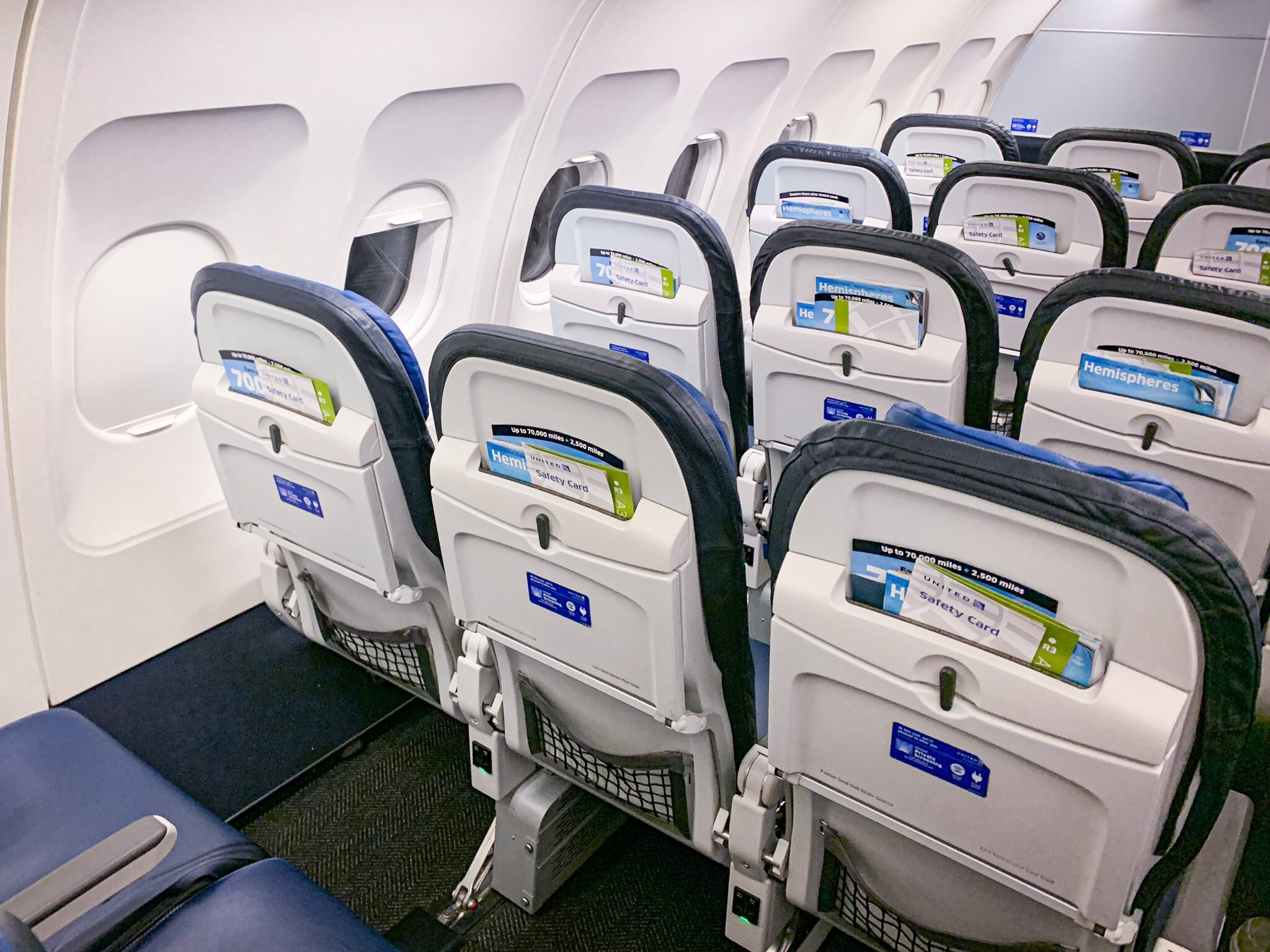
舒適經濟艙座椅（无个人娱乐系统）

## 分支品牌

### 聯航快運
聯航快運又稱聯合快捷航空（英語：United Express)，是美國聯合航空的地區分支品牌，品牌旗下7間地區支線航空公司為聯合航空經營短程及中程航班。。

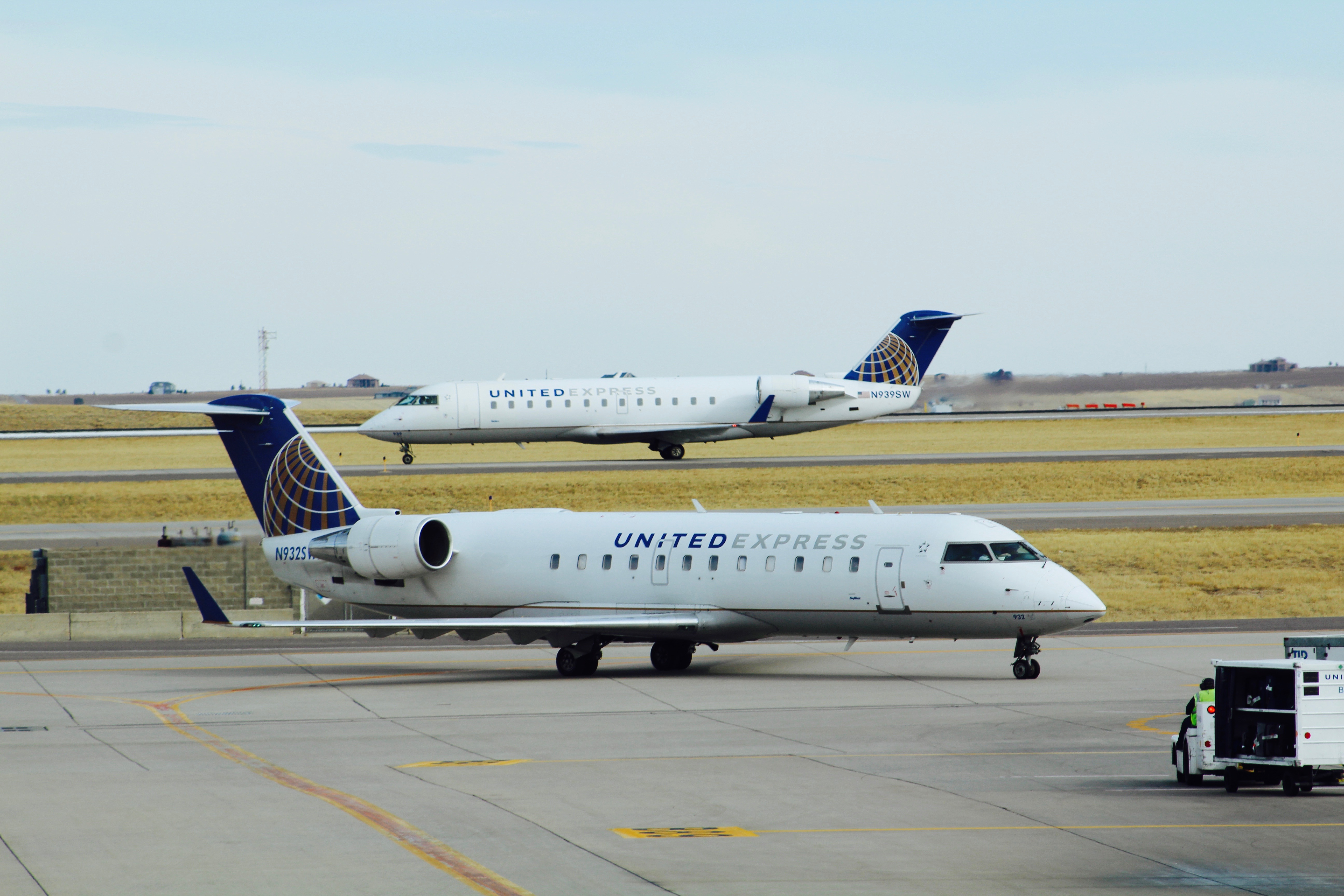
聯航快運的龐巴迪CRJ-200

### 泰德

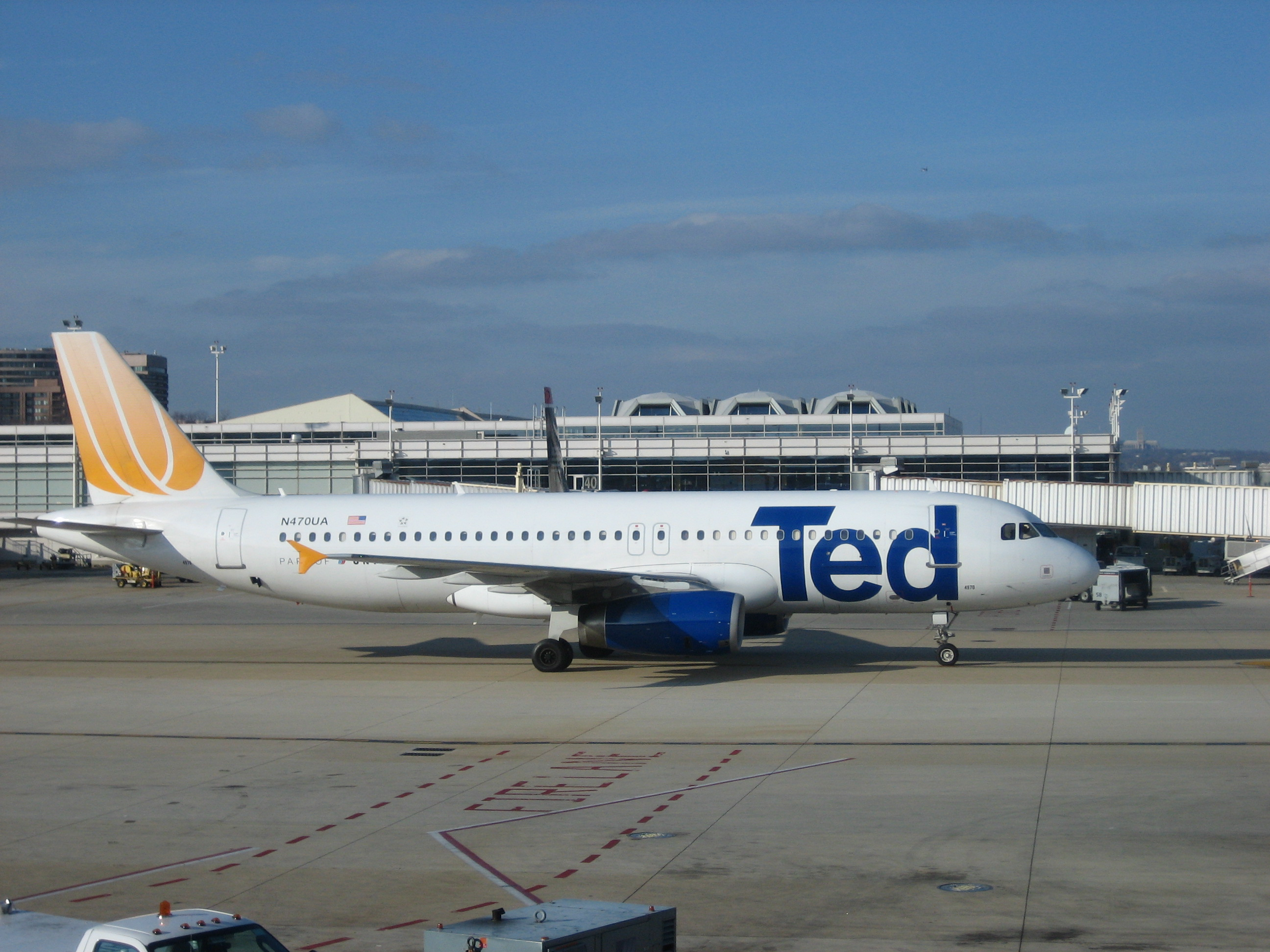
泰德航空的空中巴士A320

泰德（Ted）是聯合航空使用的一個品牌，用在全經濟座位航班上。名稱的由來則是聯合航空聯合（United）的後三個字母。
聯合航空於2003年11月12日宣佈將於2004年2月12日開始泰德全經濟艙服務。泰德由丹佛首航，主要與邊疆航空（Frontier Airlines）競爭。57架空中巴士A320飛機配置在泰德下，座位為156個全經濟艙座位。這服務被創立的主要原因是為了與廉價航空競爭，如西南航空（Southwest）和邊疆航空等。
全部的泰德航班都由聯合航空機組人員在聯合航空執照下飛行，因為泰德本身並不是一家有執照的航空公司，而是聯合航空在全經濟艙服務上使用的品牌。不過泰德的空服人員穿著與聯合航空不同、代表泰德的制服。有時候泰德塗裝的飛機也代飛聯合航空的航班。泰德飛機的塗裝是聯合航空2004年至今新塗裝的衍生，主要為在聯合航空的藍色外加入黃色，以及「Ted」標誌。
聯合航空於2008年6月4日宣布將把泰德的全經濟客機改裝為頭等與經濟艙兩艙等，並回歸聯合航空的機隊，以彌補聯合航空將所有737客機除役後所留下的運能空缺。在2009年1月6日，泰德所有客機回歸聯合航空，正式停止營運。

## 事故
- 1930年代：NC13304、聯合航空6號班機、聯合航空4號班機、NC13323、NC13355
- 1940年代：聯合航空521號班機、聯合航空608號班機、聯合航空624號班機
- 1950年代：聯合航空129號班機、聯合航空610號班機、聯合航空615號班機、聯合航空409號班機、聯合航空629號班機、聯合航空718號班機、聯合航空736號班機
- 1960年代：聯合航空826號班機、聯合航空859號班機、聯合航空297號班機、聯合航空823號班機、聯合航空389號班機、聯合航空227號班機、聯合航空266號班機
- 1970年代：聯合航空553號班機、聯合航空2860號班機、聯合航空696號班機、聯合航空173號班機
- 1980年代：聯合航空811號班機、聯合航空232號班機、聯合航空2885號班機
- 1990年代：聯合航空585號班機、聯合航空826號班機、聯合航空863號班機
- 2000年代：聯合航空175號班機、聯合航空93號班機（九一一襲擊事件）
- 2010年代：聯合航空929號班機
- 2020年代：聯合航空328號班機

## 争议事件
- 戴夫·卡罗尔在2008年乘坐联合航空期间，发现地勤人员粗暴抛卸托运货物，并发现自己的泰勒吉他严重损坏，在和航空公司商讨赔偿无果后，创作了歌曲《联合航空砸烂了我的吉他》并制作讽刺影片上传到YouTube，引发舆论关注并对航空公司进行抵制，引发公关危机，最终间接影响其股价，航空公司公关总监致电向戴夫道歉并作出赔偿。
- 2012年，一名創傷後壓力症候群（PTSD）的美國退伍軍人施塔內克（Jim Stanek）從伊拉克欲搭乘聯合航空回美國時，因航班延誤被迫滯留三天，期間其輔助犬兩度遭聯航職員用腳踢，甚至當施塔內克向聯航職員協助確認電子郵件內容時，遭到職員反問施塔內克是否腦殘，令施塔內克非常難受。聯合航空發言人事後出面表示，正與施塔內克連絡了解詳情。 [20][21][22][23][24][25]
- 2015年，一名塔希拉．阿瑪德（Tahera Ahmad）女性穆斯林乘客，在機上向空服員要一瓶未開瓶的可樂，但空服員不但以公司規定拒絕，還指稱未開瓶的易開罐有可能被當成恐怖攻擊的武器，讓阿瑪德認為遭到宗教歧視。聯合航空後來對阿瑪德致歉。[26][27]
- 2015年5月，一位聯合航空機長在收到機上有一名自閉症乘客時，將其一家人趕下飛機，並表示「載患有自閉症的妳女兒讓自己很不舒服」。事情爆發後迅速引起網友注目，ABC新聞頻道在Yahoo.com上發佈的相關報道不到24小時就收到一萬多條評論，不少人嚴厲批評聯合航空對有特殊需求的乘客過於冷漠。[28][29][30][31]
- 2017年3月26日，2名女性乘客因下半身只穿著緊身褲，遭聯合航空員工要求這兩位少女必須在緊身褲上面加穿洋裝或是換褲才可搭機，否則就禁止登機。事件爆發後迅速引起爭議，不少網民批評聯合航空此舉是性別歧視。[32]然而，聯合航空發言人蓋林（Jonathan Guerin）出面澄清該2名女性乘客是通行乘客（pass travelers），即聯合航空員工或其眷屬，提及公司其中之一要求就是員工不可只穿瑜伽褲或緊身褲上飛機，並強調一般乘客不會因只穿緊身褲或瑜伽褲而被拒登機。[33][34]
- 身長1.3米的已故「世界第一巨兔」Darius，是世界紀錄保持者。牠生有現時約10個月大、身形已達90厘米的兒子Simon。可是，Simon的飼主、英國前模特兒愛德華茲（Annette Edwards）原本花費逾2千英鎊，把Simon託運送往美國給一位名人新飼主，但在2017年4月19日，聯航的飛機從倫敦希斯洛機場飛抵芝加哥奧黑爾國際機場後，卻發現Simon竟在貨艙死亡。而Simon在登機前，獸醫還診斷牠健康狀況良好。聯航執行長孟諾茲（Oscar Munoz）表示道歉。飼主則指責聯航不肯給她翻查閉路電視片段，更擅自把兔屍火化，企圖隱瞞真相。愛德華茲相信，Simon的死是因為聯航職員把Simon放進冰箱裏，但聯航發言人矢口否認。[35][36][37][38]最後愛德華茲獲聯合航空賠償，以換取她不再向外界講述事件，包括賠償金額都沒有公開。[39][40][41]
- 2017年2月16日，以電動輪椅代步的加拿大68歲傷健人士Stearn Hodge，被聯航及加拿大航空運輸安全局(CATSA)職員禁止攜帶輪椅的鋰電池及後備電池上機，違反國際航空運輸協會(IATA)守則，職員也拒抗查看IATA批文及聆聽苦主的解釋，還建議獨臂的苦主改用手推輪椅，結果令苦主在其後旅程的大部份時間無法使用輪椅，甚至要爬行上洗手間，感到屈辱。聯航事後向苦主道歉，賠償苦主及其妻子一張800美元旅遊禮券。事件的追討爭持多年，苦主委託律師於2019年5月9日入稟請求聯邦法官強制人權委員會審理此案。[42][43]
- 2017年6月6日，中国女子网球手张帅乘搭聯合航空航班準備由佛羅里達州飛往華盛頓時，一名聯合航空地勤在登機閘口前未經她允許，強行拿走她的網球包並說她的球包超出大小標準。經訴說後地勤仍是不讓該網球包登機，並要求張帥託運該球包或乘搭其他航班，職員更企圖搶走拍袋和她的護照，拉扯期間張的登機證被撕爛。張帥表示自己這麼多年每週旅行，球員大部份都能帶拍包上飛機的，她並領教到聯航態度惡劣囂張的一面[44][45]。數天後，聯航通過Twitter回應事件及向張帥致歉，稱：「我們對你在旅途中遭遇的問題困惑，感到非常的抱歉，可以私信告知我們你的聯繫方式，以便進行溝通解決事件嗎？」[46]。
- 2017年6月29日，兩歲大男童機位被搶，被逼坐媽媽膝蓋[47]。
- 联航快运3411号班机事件：2017年4月9日晚上[48]，一名亚裔乘客被强行拖下共和航空运营的联航快运的班机。当时登机已经完成，联合航空却称飞机需要为机组人员寻求4个座位，因此要求4名乘客离开满员的航班[49]。 聯合航空公司一开始提供每人16張50美元分次使用的聯航折價券作為補償（總額800美元），但是没有乘客自愿离开，于是联合航空使用抽籤決定选择4名需要下機的乘客。其中有一位69岁的亚裔乘客拒绝下機要求，遭到航警暴力對待，並被強行帶離飛機[50][51][52]。涉及争议的乘客为美籍越南华裔醫生杜成德[53][54][55]。

## 外部連結
- 聯合航空 （页面存档备份，存于）（繁體中文）（简体中文）（英文）（日語）（法文）（西班牙文）（葡萄牙文）（德文）